# Parasitismo de puesta de Molothrus ater

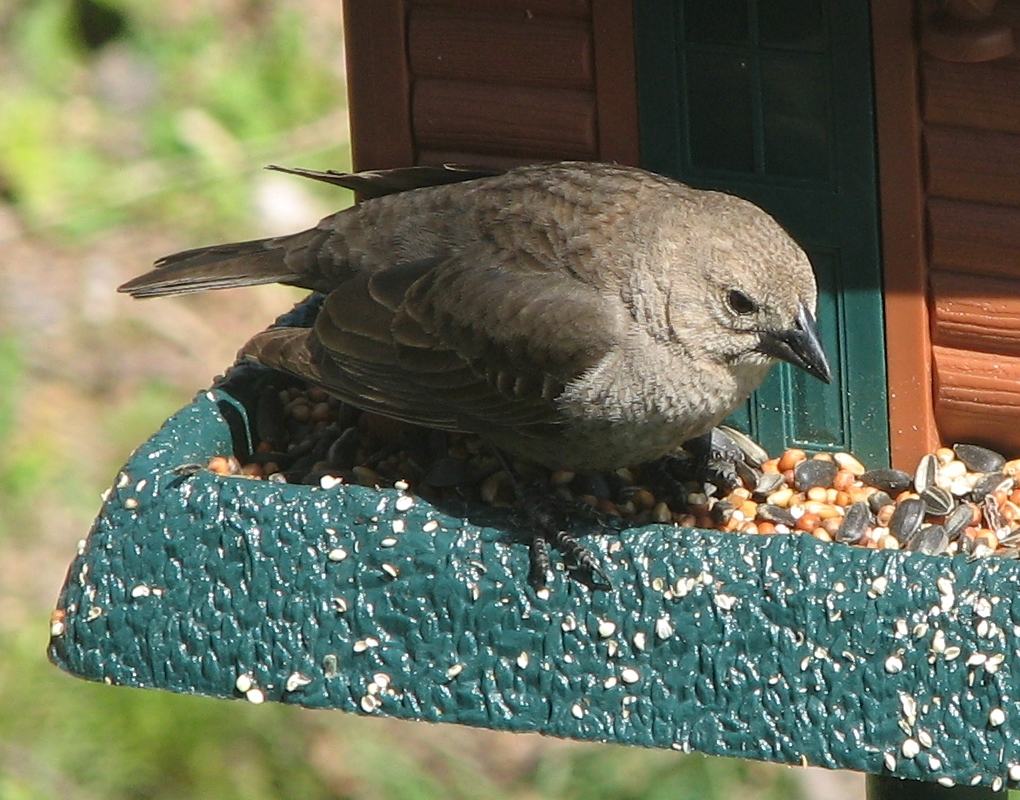
Hembra de tordo cabecicafé (Molothrus ater). Se trata del parásito de puesta más ampliamente distribuido y más conocido de América del norte.

El rasgo más prominente de la reproducción del tordo cabecicafé (Molothrus ater) —una especie de paseriforme ictérido que habita en gran parte de América del norte— es, sin lugar a dudas, el hecho de que practica el parasitismo de puesta; esto quiere decir que para reproducirse necesita depositar sus huevos en los nidos de otras aves, que hacen las veces de huéspedes o padres adoptivos para sus polluelos. Se trata del parásito de puesta más común de América del norte, pues se sabe que aova en nidos de más de 220 especies de aves, reduciendo el éxito reproductivo y amenazando la supervivencia de algunas de ellas. Típicamente, la hembra pone sus huevos en los nidos de paseriformes pequeños, en particular en aquellos en forma de taza. Sin embargo, a veces este sagaz oportunista comete una equivocación al depositarlos en nidos en desuso de alguna temporada anterior.
El ornitólogo Herbert Friedmann (1929) sugiere que el tordo cabecicafé, al igual que las demás especies de su género (todas ellas parasíticas), originalmente criaba a sus pequeños —de hecho, los ictéridos son conocidos por sus nidos elaborados— y que el parasitismo fue un hábito adquirido. El tordo renegrido (Molothrus bonariensis), un parásito de puesta sudamericano, rara vez intenta construir su propio nido, siempre sin éxito, lo cual indicaría que en un principio disponía de la habilidad para hacerlo y que luego la perdió. Lo mismo pudo haberle sucedido a su primo neártico.

## Teorías sobre el origen del parasitismo

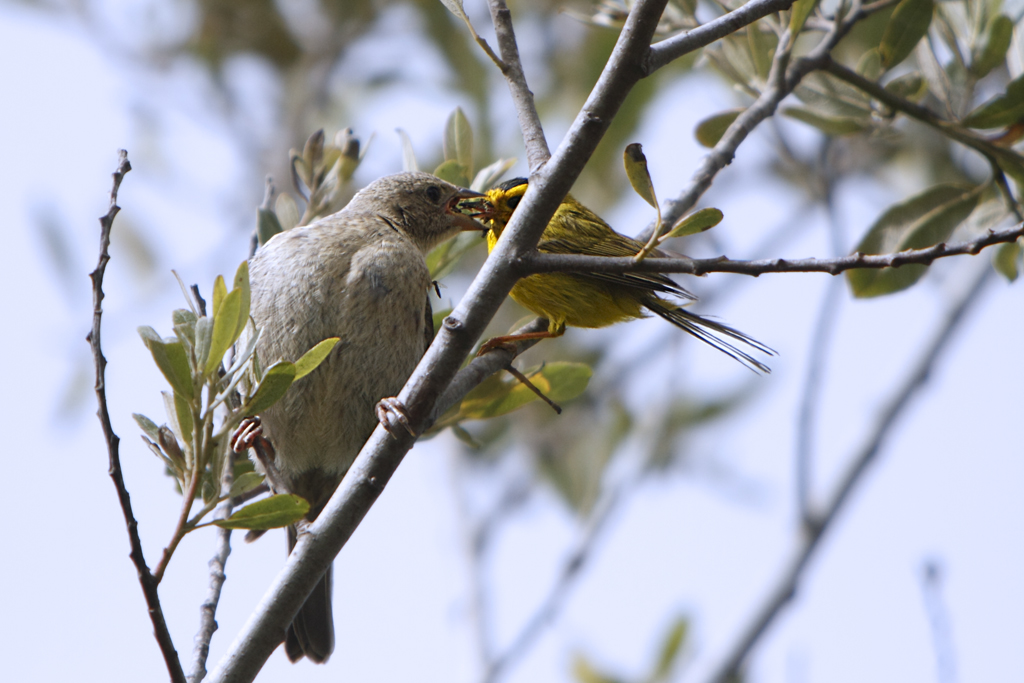
Chipe de Wilson (Wilsonia pusilla) criando a un polluelo de tordo cabecicafé.

Una de las teorías que intentaron explicar la adopción de los hábitos parasíticos, propuesta por F. H. Herrick, sostiene que los mismos pudieron haber evolucionado a partir de una falta de coordinación entre los instintos de la construcción del nido y de la puesta de huevos, la cual habría resultado en que los huevos estuvieran listos para ser depositados antes que el nido estuviese preparado. El ornitólogo Elliott Coues (1874), uno de los fundadores de la American Ornithologists' Union, conjeturó que una hembra de tordo cabecicafé en peligro inminente de perder su huevo a causa de no tener un nido listo para cuando debía depositarlo tal vez preferiera ponerlo en uno ajeno —quizá en uno de su misma especie— en lugar de en el suelo. La conveniencia de este proceso posiblemente la incitase a repetirlo. Sus polluelos, una vez maduros, podrían haber seguido sus pasos y así hasta que los tordos cabecicafé criados de esta manera superaran en número a los criados por su propia madre. De este modo, es probable que lo que comenzara como una necesidad se convirtiera en una elección inconsciente y finalmente se estandarizara bajo la forma de una conducta fija para toda la especie.

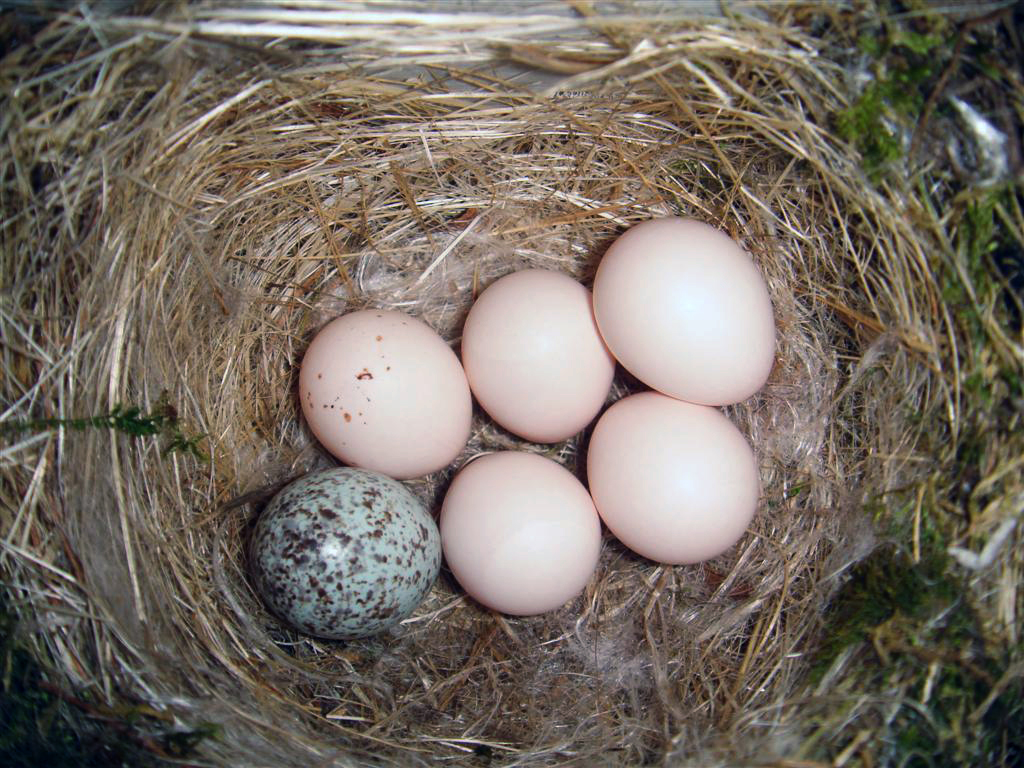
Nido de mosquero fibí (Sayornis phoebe) con un huevo de tordo cabecicafé.

No obstante, el punto débil de esta teoría es que esos casos en los que los huevos eran depositados en nidos ajenos de manera casual debieron haber sido muy raros en un principio y la tendencia heredada a repetir la conducta de sus madres habría desaparecido rápidamente al cruzarse estos individuos con otros criados normalmente, a no ser que ese hábito probara ser beneficioso para la especie y no existe evidencia de ello. A menudo se encuentran huevos frescos de otras aves sobre el suelo y la imposibilidad de llegar a sus nidos para depositarlos nunca originó conductas parasíticas en ellas.
El zoólogo Glover Morrill Allen (1925) concibió una posible explicación alternativa que apunta a que el parasitismo pudo haber surgido de la puesta ocasional de huevos en nidos ajenos por parte de aves muy sensibles al estímulo ovárico originado al ver nidos con huevos similares a los propios. Una tercera teoría, ideada por Otto Widmann (1907), indicaría que la asociación con los animales de pasturas habría sido la causa de su parasitismo debido a que, al seguir a las manadas en movimiento, se alejaban demasiado de sus nidos como para regresar a ellos a tiempo para poner sus huevos y, al tener tanta prisa, debían depositarlos en los nidos de otras aves. Sin embargo, el problema con esta potencial explicación es la carencia de hechos concretos que la respalden, pues no existen registros de tordos que abandonen sus nidos para seguir vacas, caballos o bisontes. Probablemente, la conducta parasítica haya sido adquirida por los ancestros de los tordos cabecicafé modernos en Sudamérica, antes de que llegaran a América del norte, y se desconoce hasta qué punto estos primitivos tordos sudamericanos habían desarrollado el hábito de seguir a las manadas errantes.

## Búsqueda de nidos y puesta de los huevos

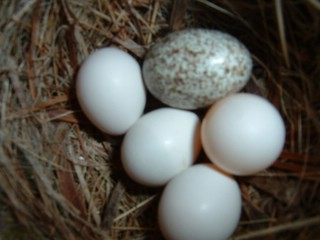
Nido parasitado por un tordo cabecicafé.

Las hembras encuentran nidos que puedan parasitar de tres maneras distintas: en algunos casos se posan en un sitio oculto, buscando actividad relacionada con la nidificación en las áreas abiertas lindantes; otra opción es la de caminar por el suelo intentado descubrir dicha actividad; finalmente, también pueden hacerlo con vuelos cortos y ruidosos en lo que pareciera ser un esfuerzo por ahuyentar a potenciales huéspedes de sus nidos. El parásito frecuentemente localiza un potencial nido hospedador durante su construcción. Luego lo visita regularmente antes de depositar, mientras sus dueños están ausentes. Un día antes de aovar o en el mismo día en que lo hace, a menudo quita un huevo del hospedador. En ocasiones, lo ingiere en lugar de eyectarlo. Es posible que haya desarrollado el hábito de remover uno de los huevos de la víctima a fin de evitar que ésta note una mayor cantidad de ellos tras la intrusión, o bien para asegurarse de que el suyo reciba una incubación adecuada, ya que su adición al nido podría dificultar al huésped la tarea de dar calor de manera uniforme a todos los huevos, lo que podría resultar en que algunos —incluyendo, posiblemente, el del tordo cabecicafé— no lograran romper el cascarón.
Mientras que a los ictéridos no parasíticos les lleva entre 21,5 y 53,4 minutos poner sus huevos y a otros paseriformes entre 20,7 y 103,7, el tordo cabecicafé típicamente pasa menos de un minuto en el nido hospedador cuando aova. Al permanecer sólo unos pocos segundos en el nido, el parásito probablemente incremente sus posibilidades de pasar desapercibido y de evitar un ataque por parte de los huéspedes. La rapidez en la puesta de los huevos podría favorecer el que el huevo intruso sea aceptado por el dueño del nido.
Las hembras no son necesariamente específicas en cuanto a la elección de sus huéspedes, es decir, una misma ave puede perfectamente depositar sus huevos en los nidos de distintas especies hospedadoras, incluso en días consecutivos. Sin embargo, existe evidencia de que en ciertos lugares al menos algunas de las hembras tienden a especializarse en una determinada especie hospedadora.
Smith y Arcese (1994) constataron que en Mandarte Island —una isla diminuta en el estrecho de Georgia, al sudeste de la isla de Vancouver— cada hembra de tordo cabecicafé solía aovar a diario, comenzaba a depositar considerablemente después que los gorriones melódicos (Melospiza melodia) en la mayoría de los años y evitaba poner dos huevos en un mismo nido. Los parásitos rara vez aovaban después de que los huéspedes hubieran completado su puesta y sus huevos eclosionaban con la misma frecuencia que los de los gorriones.
Elliott Coues (1874) describió gráficamente la búsqueda de nidos por parte de la hembra de tordo cabecicafé:

Es interesante observar a una hembra de tordo cabecicafé lista para aovar. Se vuelve inquieta; revela una inusual excitación y abandona su ajetreada búsqueda de alimento con sus compañeros. Finalmente se separa de la bandada y sale a hacer un reconocimiento, ansiosa, porque su situación es urgente y no tiene hogar. (…) Vuela a un matorral, o a un seto, o a otro lugar frecuentado por las aves, en donde algo le dice —quizá la experiencia— que encontrará nidos. Sigilosamente y en absoluto silencio revolotea, escrutando furtivamente, alternando entre euforia y desánimo, las profundidades del follaje. Divisa un nido, pero su dueño pía sobre el borde, y entonces debe continuar. Ahora, sin embargo, llega su oportunidad; encuentra el nido exacto que desea y nadie está en casa. Desaparece por unos pocos minutos y es casi un ave distinta cuando resurge de entre los arbustos. Con su trabajo hecho y el problema resuelto, se regocija, arregla su plumaje prolijamente y vuela de regreso con sus congéneres.

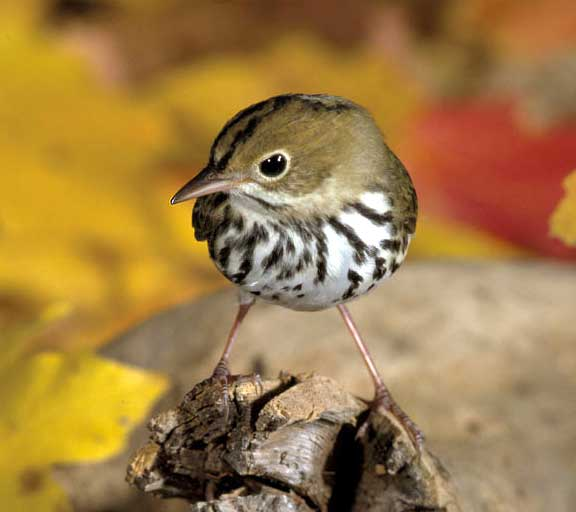
Chipe suelero coronado (Seiurus aurocapillus), especie parasitada.

En sus estudios sobre el parasitismo de puesta en nidos de chipe suelero coronado (Seiurus aurocapillus), Harry W. Hann (1941) llegó a las siguientes conclusiones:

1. La hembra de tordo cabecicafé habitualmente encuentra el nido del huésped al ver a las aves construyéndolo.

2. A veces observa el proceso de construcción atentamente y sin dudas esto estimula el desarrollo de los huevos, los cuales son depositados cuatro o cinco días después. Esta teoría, sugerida originalmente por Chance en referencia al cuco, explica la delicada sincronización entre la puesta del tordo cabecicafé y la del huésped y no descarta la posibilidad de que se depositen varios huevos en los días sucesivos.
3. Los huevos de tordo cabecicafé son normalmente depositados durante el período de puesta del huésped, aunque las excepciones son comunes. Los casos extremos registrados durante este estudio incluyeron la parasitación tres días antes de que el primer huevo de chipe suelero coronado fuera depositado y tres días después del comienzo de la incubación.
4. El tordo cabecicafé pone un huevo por nido a no ser que éstos sean escasos, en cuyo caso deposita una mayor cantidad.
5. La hembra de tordo cabecicafé hace regulares visitas de inspección a los nidos durante la ausencia de sus dueños, entre el momento en que los descubre y el momento en el que pone su huevo, y sabe de antemano en donde va a depositarlo.
6. Su hora habitual para aovar es temprano en la mañana antes de que el huésped haga lo propio y espantará al dueño de su nido de ser necesario. (…)
7. La hembra de tordo cabecicafé está tanto alerta como determinada cuando llega para depositar. Recorre y observa cuidadosamente los alrededores del nido por hasta tres minutos antes de entrar en él, pero regresará más tarde si algo la espanta.
8. La puesta le lleva de unos pocos segundos a un minuto y se marcha tan pronto como haya consumado su tarea.
9. (…) No he encontrado huevos rotos atribuibles a la intrusión del tordo cabecicafé.
10. La hembra de tordo cabecicafé habitualmente quita uno o más huevos del nido. No son removidos en el momento de la parasitación, sino durante la mañana del día anterior o en el día de la puesta, o raramente al día siguiente. (…)
11. Los huevos quitados son ingeridos por el tordo cabecicafé, pero no son removidos sólo con ese propósito o su eliminación no estaría tan estrechamente relacionada con la cantidad de huevos depositados. El número de huevos quitados representaba el 85% de los puestos por tordos cabecicafé e incluía cuatro del propio parásito. De los nidos no parasitados sólo un huevo desapareció durante el estudio.

12. Esta investigación corrobora la afirmación de Burroughs con respecto a que el tordo cabecicafé se deshace de un huevo sólo cuando hay dos o más en el nido.

### Hora de la puesta

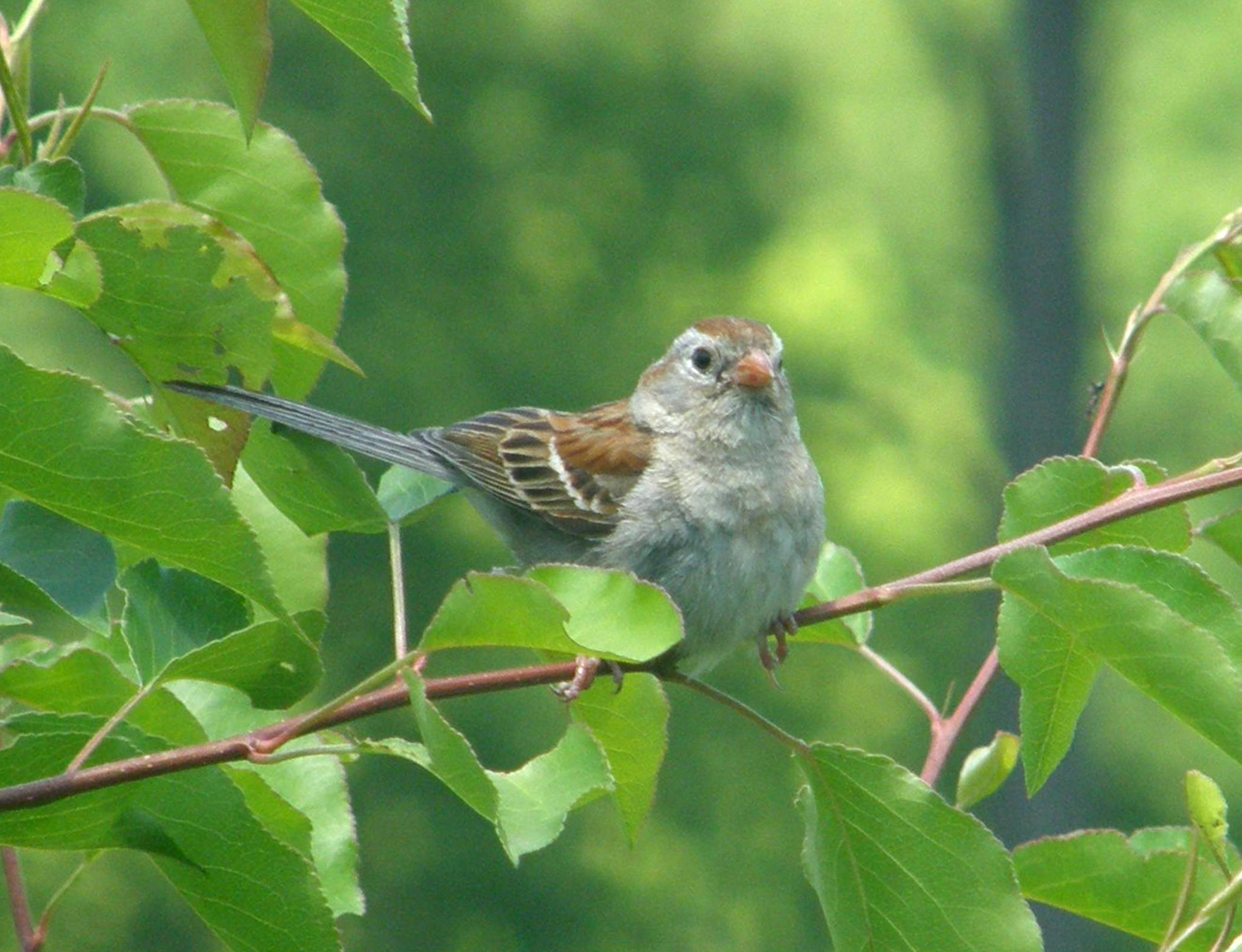
Gorrión indefinido oriental (Spizella pusilla), especie parasitada.

La puesta de huevos excepcionalmente temprano en la mañana por parte del tordo cabecicafé podría constituir una adaptación a su reproducción parasítica. Esta especie aova más temprano que cualquier otro ictérido conocido y típicamente deposita sus huevos antes del amanecer. El tordo renegrido (Molothrus bonariensis), otro parásito de puesta, a veces también pone sus huevos antes del amanecer, mientras que ictéridos no parasíticos tales como el tordo sargento (Agelaius phoeniceus) y el zanate norteño (Quiscalus quiscula) lo hacen poco después del amanecer y otras aves pertenecientes a la misma familia, dentro de la hora tras la salida del sol.
Russell T. Norris (1944) dio la siguiente descripción de un tordo cabecicafé parasitando el nido de un gorrión melódico (Melospiza melodia), que fue fotografiado por Hal H. Harrison:

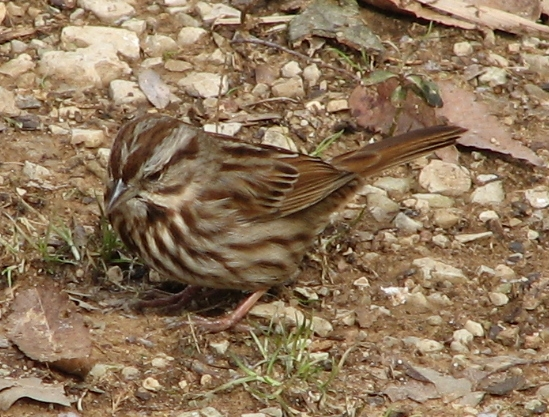
Gorrión melódico (Melospiza melodia), especie parasitada.

Justo antes de las 4:30 a.m., alrededor de 22 minutos antes del amanecer, escuchamos las notas de un tordo cabecicafé, y unos pocos segundos más tarde una hembra se posó sobre la cámara. Después de observar los alrededores con cautela, voló al suelo hacia la base del trípode y comenzó a caminar nerviosa en dirección al nido. Cuando alcanzó el borde del mismo, hizo una pausa y contempló cuidadosamente el territorio circundante, luego entró en él y dio varias vueltas. Finalmente se sentó y Harrison presionó el botón de la cámara. Tras el flash, el tordo cabecicafé salió espantado. Había estado sobre el nido durante no más de 15 segundos y no había depositado su huevo. (…)

A las 4:38 a.m. advertí un movimiento en el pasto detrás del nido y después de unos pocos segundos el tordo cabecicafé apareció. Se acercó a éste con cautela, subió a su borde e hizo una pausa allí. Luego entró en él y comenzó a dar vueltas como lo había hecho en su visita previa. Después de unos pocos segundos, volvió a posarse sobre el margen y miró a los alrededores. Tres veces repitió este procedimiento de pararse sobre la orilla y luego dar vueltas dentro del nido intranquilamente. En un momento, se posó sobre la parte trasera del borde y miró hacia el césped. Aproximadamente a las 4:40 a.m. se sentó y Harrison obtuvo su toma. El ave se irguió ligeramente pero permaneció unos segundos más antes de marcharse. Al examinar el nido, encontré un huevo de tordo. No cabe duda de que el huevo estaba siendo depositado cuando se tomó la fotografía.

(...)

Dos gorriones y el tordo cabecicafé eclosionaron y fueron criados con éxito hasta el séptimo día de vida de éste y el sexto de los gorriones, cuando el nido fue destruido por un depredador.

### Cantidad de huevos por nido

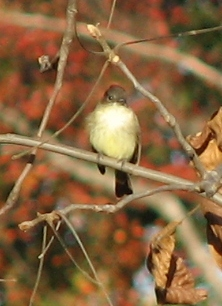
Mosquero fibí (Sayornis phoebe), especie parasitada.

Con respecto al número de huevos parasíticos depositados por nido, Friedmann (1929) manifestó lo siguiente:

A fin de determinar definitivamente si el tordo cabecicafé por lo general pone un solo huevo en cada nido, se reunió información sobre alrededor de nueve mil nidos vulnerados de 195 tipos de aves y se descubrió que en más de dos tercios de los casos había un único huevo foráneo. Esto demuestra con bastante claridad que lo normal, lo usual, lo característico en el tordo cabecicafé es depositar un huevo en cada nido.

No obstante, en alrededor de un tercio de las observaciones se encontró más de un huevo del intruso. Este porcentaje de excepciones a la regla susodicha no es insignificante y requiere una explicación. Se ha demostrado que bajo condiciones normales cada pareja de tordos cabecicafé establece un territorio más o menos definido y que la hembra tiende a restringirse a los nidos dentro de esa área particular. Sin embargo, (…) es probable que la hembra se sienta inducida con bastante facilidad a abandonar su territorio transitoriamente el suficiente tiempo como para depositar un huevo en un nido cercano. (…) En las regiones en donde esta especie es muy común (y esto se aplica a una gran parte de su distribución) y en donde los territorios son proclives a superponerse, dos ejemplares pueden hacer uso de un mismo nido. De esta manera, creo que podemos explicar el hecho de que no rara vez huevos de dos, y con menos frecuencia incluso tres, diferentes individuos sean hallados en el mismo nido.

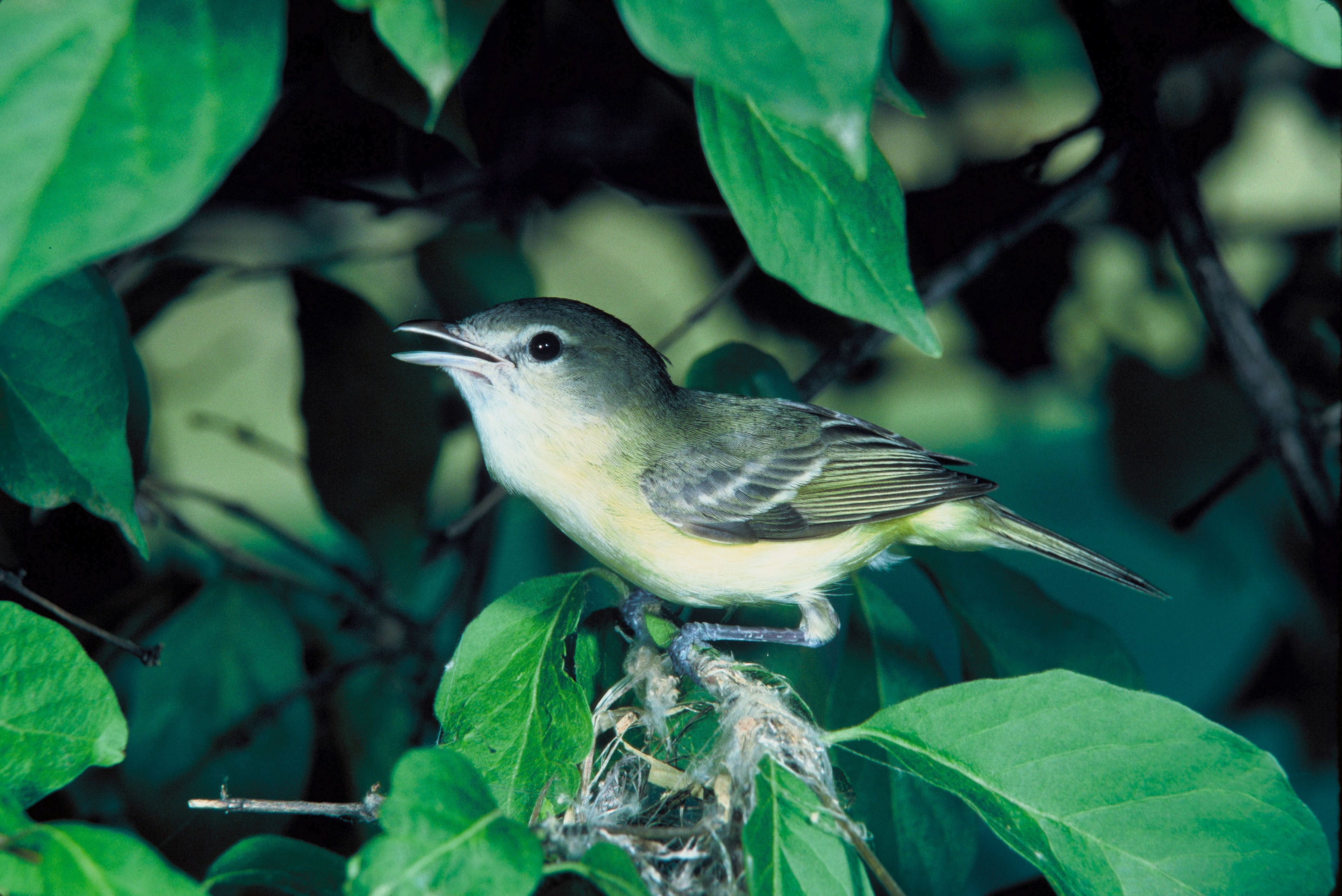
Víreo de Bell (Vireo bellii), especie parasitada.

Además, una única hembra puede depositar más de un huevo en un solo nido en caso de que no logre encontrar a tiempo otro en el que no haya puesto alguno antes. Arthur Cleveland Bent (1958) publicó los descubrimientos de la señora Nice (1939), que había escrito lo siguiente:

A lo largo de siete años de estudio en Interpont, 98 de los 223 nidos de gorrión melódico</ref> localizados exhibían huevos de tordo cabecicafé; 69 acogían un huevo, 26 contenían dos huevos y 3 albergaban tres. Sólo una vez encontré cuatro huevos de tordo cabecicafé en un mismo nido; esto sucedió en junio de 1928 y el nido pertenecía a un chipe de cara negra.

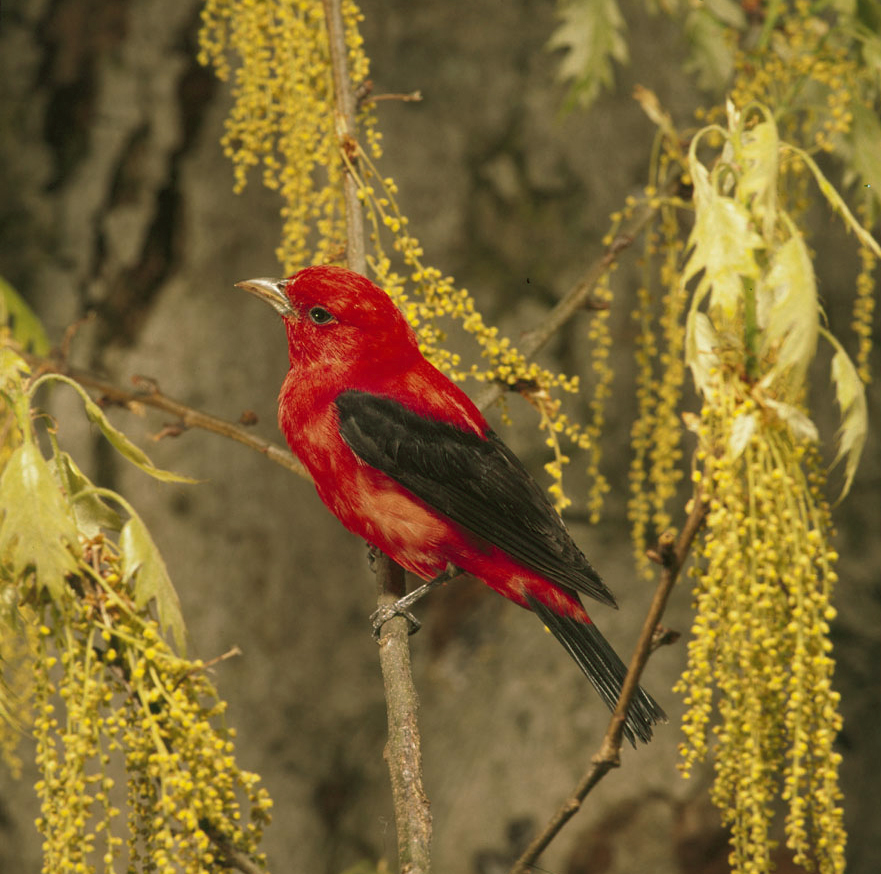
Tángara rojinegra migratoria (Piranga olivacea), especie parasitada.

Un huevo de tordo cabecicafé por nido es evidentemente la regla prevalente, pero dos huevos, a menudo depositados por hembras distintas, no son un hallazgo raro y existen numerosos registros de tres o más huevos en un nido. Bent (1958) comentó que A. C. Reneau le había notificado que en dos oportunidades había encontrado tres de estos huevos en nidos de mosquero (Sayornis sp.) y en una ocasión en uno de víreo de Bell (Vireo bellii). La lista de A. D. DuBois incluía un registro de tres huevos intrusos en un nido de cardenal rojo (Cardinalis cardinalis), otros tres huevos en uno de zorzal maculado (Hylocichla mustelina) y cinco en otro de esta segunda especie. Frank R. Smith comunicó a Bent su descubrimiento de tres huevos en un nido de zorzal maculado, puestos antes de que el zorzal hubiera comenzado a depositar los suyos, y aparentemente dejados por distintas hembras. T. S. Roberts afirmó:

Tres o cuatro son poco comunes, aunque el señor Kilgore y quien escribe una vez hallaron un nido de zorzal maculado con dos huevos de zorzal y seis de tordo cabecicafé, los últimos con dos patrones distintos, lo que sugeriría que dos tordos cabecicafé habrían puesto tres huevos cada uno. (…) En Mille Lacs (...), el señor Marius Morse encontró un nido de tordo rojizo que contenía dos huevos del dueño y ocho de tordo cabecicafé. (…) Según parece cuatro diferentes hembras habían depositado uno o más huevos cada cual.

J. H. Langille (1884) expuso:

Con frecuencia he hallado más de uno en un mismo nido; una vez no menos de cuatro en un nido de tángara rojinegra migratoria, al que sólo le restaba espacio suficiente para dos propios. El señor Trippe descubrió en una oportunidad un nido de chipe trepador con cinco huevos del intruso y tres del dueño.

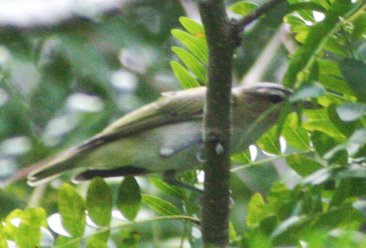
Víreo ojirrojo (Vireo olivaceus), especie parasitada.

Isaac E. Hess (1910) comentó sobre una tángara rojinegra migratoria (Piranga olivacea) que empollaba cuatro huevos de tordo cabecicafé y un nido de chipe suelero coronado (Seiurus aurocapillus) que contenía siete huevos del parásito. Bent (1958) dio a conocer su hallazgo de un nido de mímido gris (Dumetella carolinensis) con cuatro huevos de tordo cabecicafé y sólo uno propio. F. A. E. Starr le escribió a Bent lo siguiente:

En una ocasión encontré un nido de víreo ojirrojo con el víreo sentado sobre seis huevos de tordo cabecicafé y ninguno propio. Se halló un nido de tordo rojizo</ref> con un huevo suyo y cuatro de tordo cabecicafé.

Sanborn y Goelitz (1915) registraron un nido de rascador (Pipilo sp.) que “contenía un huevo de rascador y ocho de tordo cabecicafé.” En la Columbia Británica, la cantidad de huevos del invasor por nido en una muestra de 775 nidos parasitados variaba entre 1 y 8 y el 69% de ellos contenía sólo uno. En la misma provincia canadiense, el número de polluelos de esta especie por nido en una muestra de 196 nidos parasitados era de entre 1 y 4 y el 84% de ellos albergaba sólo uno.

## Especies hospedadoras

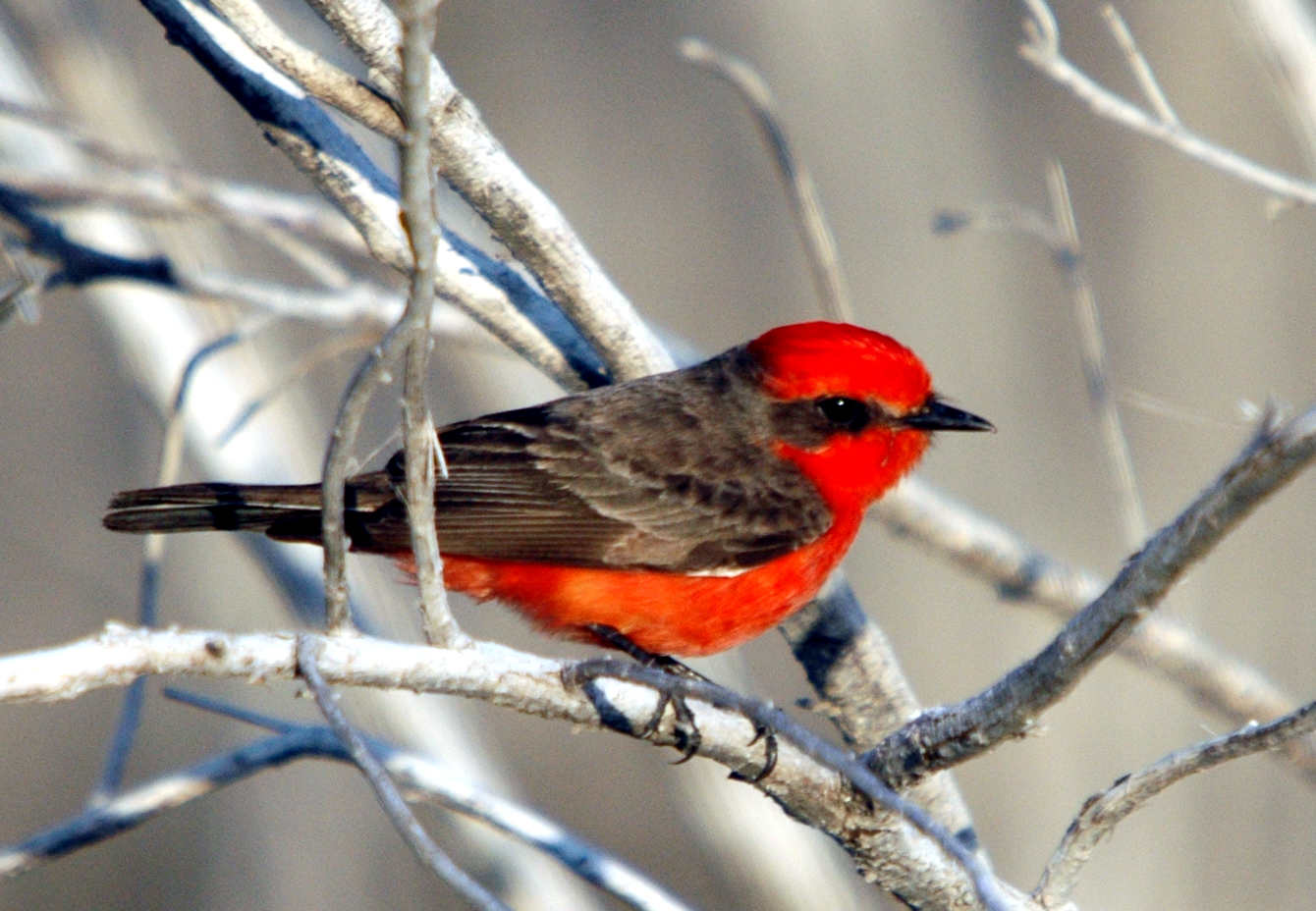
Churrinche (Pyrocephalus rubinus), especie parasitada.

A pesar de que en un principio probablemente hayan construido sus propios nidos y criado a sus polluelos, en la actualidad todos los miembros del género Molothrus son parásitos de puesta. El ornitólogo Charles Emil Bendire (1895) listó 91 especies y subespecies vulneradas por el tordo cabecicafé oriental. Friedmann (1929) identificó 114 especies y subespecies víctimas del parasitismo del tordo cabecicafé del este, añadiendo 3 huéspedes hipotéticos: el colibrí de garganta roja (Archilochus colubris), el gorrión de Nelson (Ammodramus nelsoni) y el trepador americano (Certhia americana). En publicaciones subsecuentes (1934, 1938, 1943 y 1949), aumentó el número de huéspedes conocidos del tordo cabecicafé oriental a 149 formas.

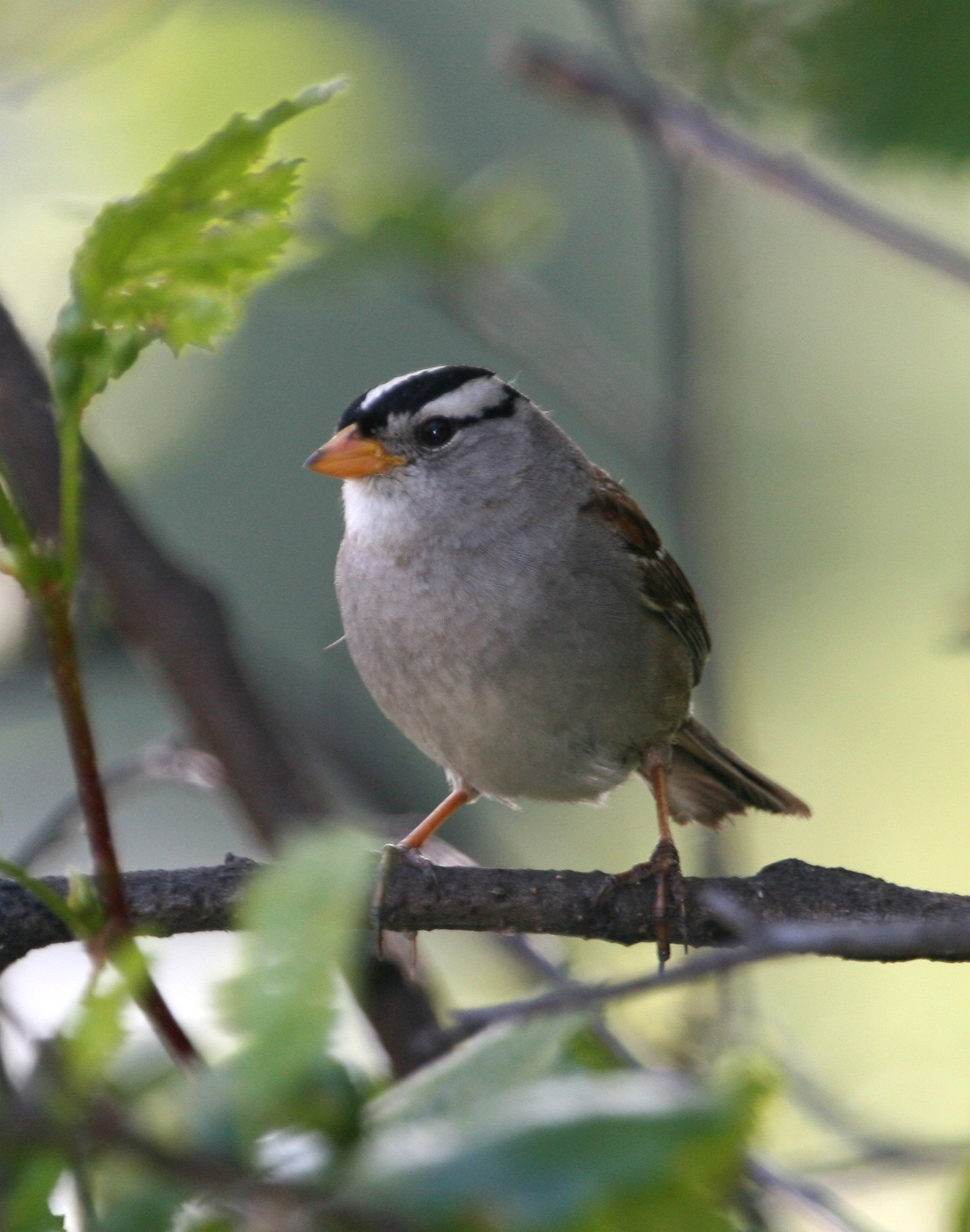
Gorrión blanco coronaro (Zonotrichia leucophrys), especie parasitada.

Herbert Friedmann, Lloyd F. Kiff y Stephen I. Rothstein (1977) elevaron la cantidad de huéspedes del parásito a 216 especies y 375 especies y subespecies. De las 216 especies, 139 fueron identificadas como huéspedes exitosos en la tarea de criar a los polluelos, agregando las siguientes aves a los ya conocidos: madrugador avispero (Tyrannus verticalis), mosquero gris (Empidonax wrightii), churrinche (Pyrocephalus rubinus), párido del desierto (Auriparus flaviceps), reyezuelo de coronilla dorada (Regulus satrapa), estornino pinto (Sturnus vulgaris), gusanero cabecigrís (Vermivora celata), chipe negroamarillo (Dendroica townsendi), chipe gorra negra (Dendroica striata), pradero oriental (Sturnella magna), tordo ojo amarillo (Euphagus cyanocephalus), gorrión purpúreo (Carpodacus purpureus), jilguero aliblanco (Carduelis psaltria), rascador pardo (Pipilo fuscus), gorrión sabanero pechileonado (Ammodramus savannarum), gorrión blanco coronado (Zonotrichia leucophrys) y gorrión de Lincoln (Melospiza lincolnii).
La siguiente es una lista de los nuevos huéspedes descubiertos para cada subespecie de tordo cabecicafé publicados por Friedmann y otros (1977). Aquellos marcados con un asterisco constituyen un nuevo huésped para la especie en su conjunto:

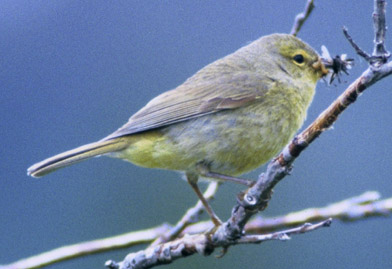
Gusanero cabecigrís (Vermivora celata), especie parasitada.

- Molothrus ater ater: Rallus limicola limicola (*), Actitis macularia, Regulus satrapa satrapa (*), Dendroica striata (*), Quiscalus quiscula stonei (*), Passerina ciris pallidior y Carpodacus mexicanus frontalis.
- Molothrus ater artemisiae: Charadrius vociferus vociferus, Empidonax hammondii (*), Empidonax wrightii (*), Auriparus flaviceps acaciarum (*), Psaltriparus minimus minimus, Vireo huttoni insularis (*), Vermivora chrysoptera, Vermivora celata celata (*), Dendroica townsendi (*), Dendroica castanea, Dendroica striata (*), Icterus spurius, Carpodacus purpureus californicus (*), Spinus tristis jewetti (*), Amphispiza bilineata deserticola, Junco hyemalis shufeldti (*), Zonotrichia leucophrys pugetensis (*) y Melospiza lincolnii alticola (*).
- Molothrus ater obscurus: Zenaida macroura marginella, Tyrannus verticalis, Sayornis phoebe, Sayornis saya saya, Polioptila melanura melanura (*), Chamaea fasciata intermedia (*), Bombycilla cedrorum, Sturnus vulgaris vulgaris, Vireo huttoni carolinae (*), Agelaius tricolor (*), Icterus cucullatus californicus (*), Pheucticus melanocephalus maculatus (*), Pipilo erythrophthalmus falcinellus (*), Pipilo fuscus crissalis (*), Pipilo fuscus carolae (*), Spizella pusilla pusilla, Zonotrichia leucophrys nuttalli, Passerella iliaca stephensi (*) y Melospiza melodia mailliardi (*).[11]

La disgregación taxonómica y la nueva información acrecentaron las cifras publicadas por Friedmann y otros (1977) a 227 especies hospedadoras, entre las que se contaban 151 huéspedes exitosos (Davis y Sealy, 2000; Ortega, 1998).

### Especies más frecuentemente parasitadas

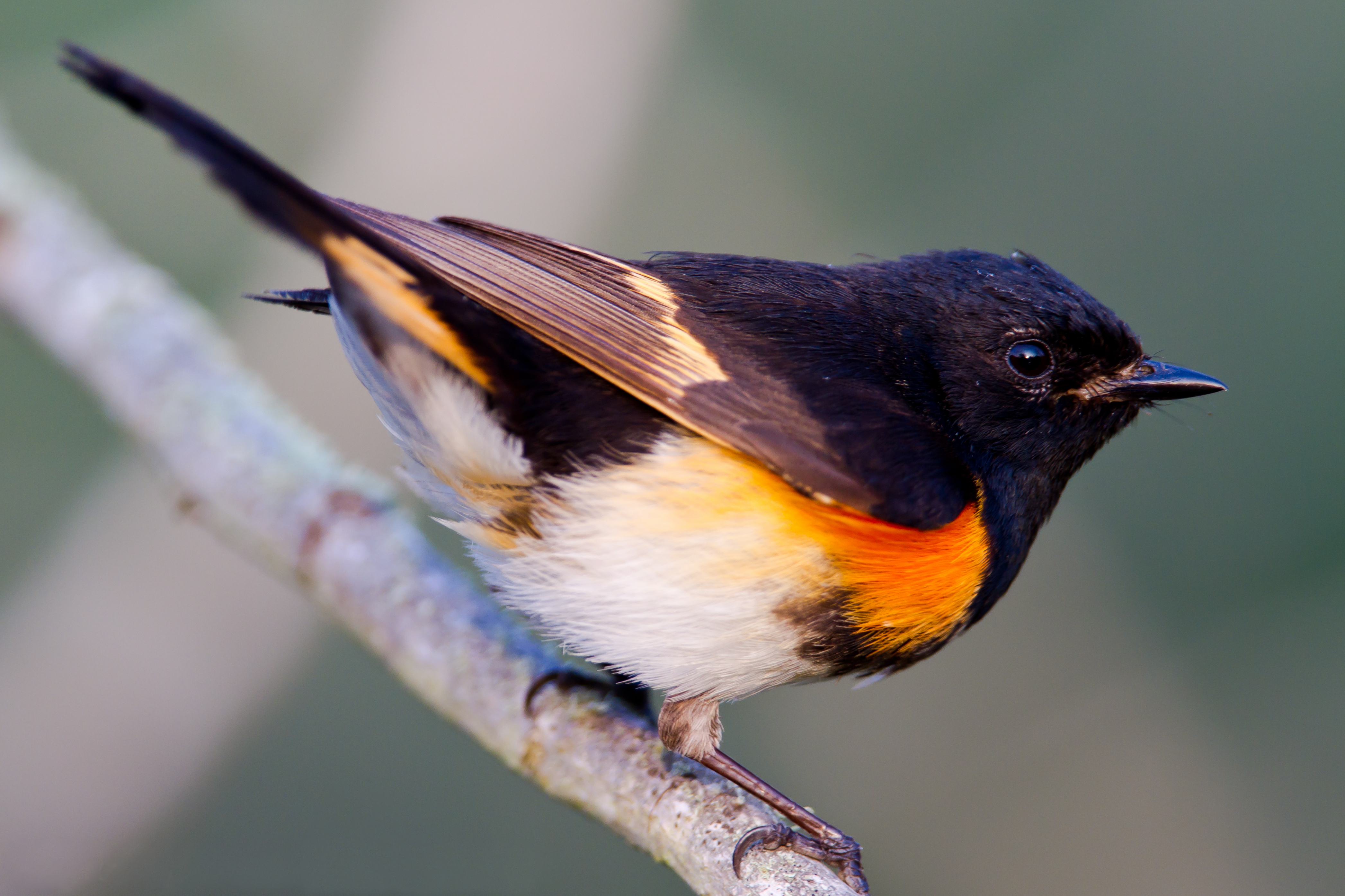
Candelita norteña (Setophaga ruticilla), especie parasitada.

Peter E. Lowther (1993) determinó que en los Estados Unidos los huéspedes exitosos más parasitados eran:
| - Canario del manglar (Dendroica petechia) - Gorrión melódico (Melospiza melodia) - Víreo ojirrojo (Vireo olivaceus) - Gorrión coronirrufo cejiblanco (Spizella passerina) - Mosquero fibí (Sayornis phoebe) - Rascador pinto oscuro (Pipilo erythrophthalmus) - Chipe suelero coronado (Seiurus aurocapillus) - Chipe de cara negra (Geothlypis trichas) - Candelita norteña (Setophaga ruticilla) | - Colorín azul (Passerina cyanea) - Buscabreña (Icteria virens) - Tordo sargento (Agelaius phoeniceus) - Chipe patilludo (Oporornis formosus) - Mosquerito saucero (Empidonax traillii) - Víreo de Bell (Vireo bellii) - Víreo garganta amarilla (Vireo flavifrons) - Gorrión indefinido oriental (Spizella pusilla) |

En Wisconsin, de las observaciones confirmadas entre 1995 y 2000, las especies más parasitadas fueron el gorrión coronirrufo cejiblanco (Spizella passerina) y el gorrión melódico (Melospiza melodia). En Míchigan, las observaciones confirmadas entre 1983 y 1988 sugieren que el principal huésped fue el chipe de Kirtland (Dendroica kirtlandii), seguido por el gorrión indefinido oriental (Spizella pusilla) y el gorrión coronirrufo cejiblanco (Spizella passerina).

### Frecuencia parasítica en las especies según su comportamiento

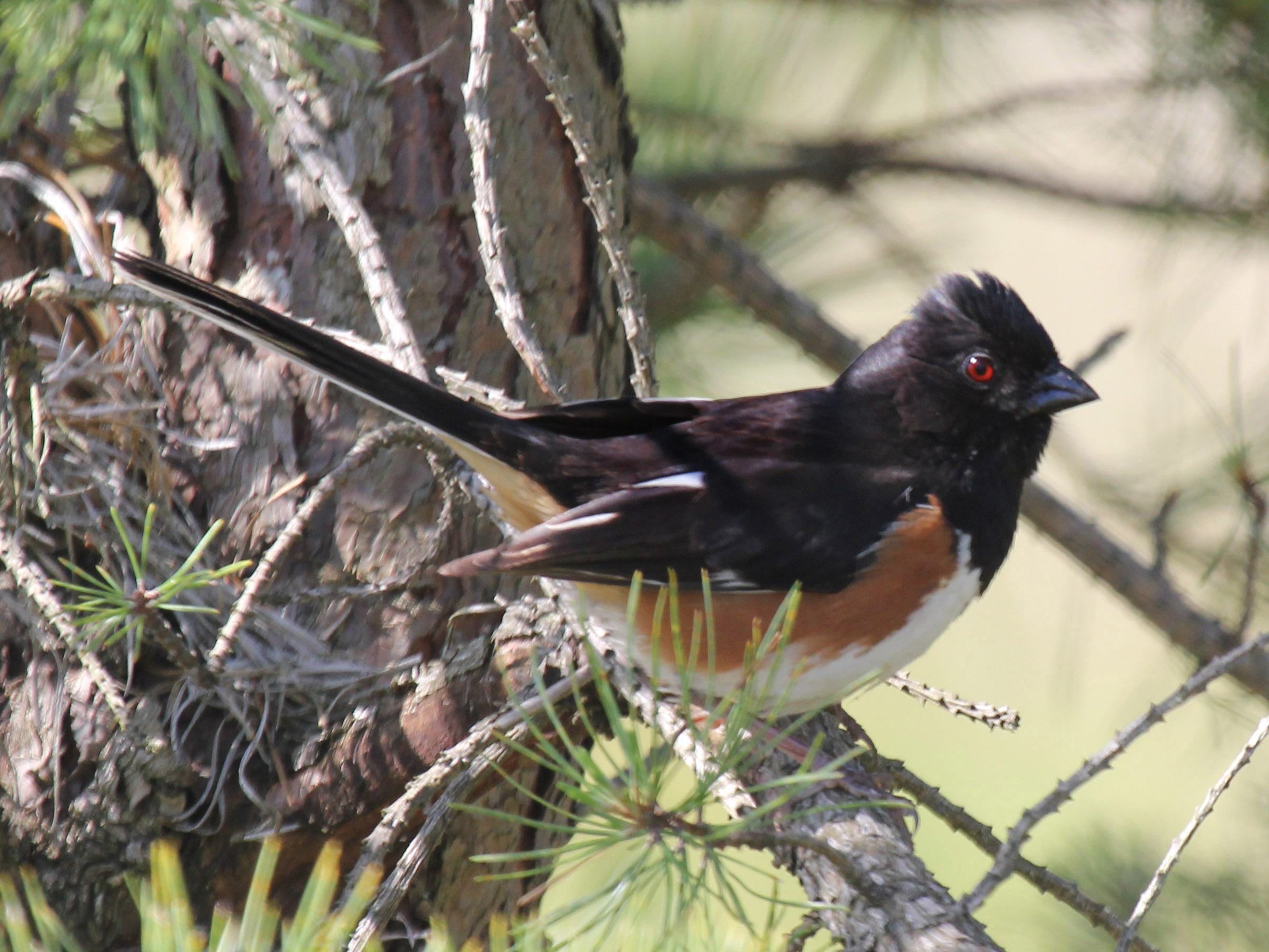
Rascador pinto oscuro (Pipilo erythrophthalmus), especie parasitada.

La mayoría de los huéspedes son paseriformes neotropicales migratorios. La mayor parte de ellos construye nidos abiertos en forma de taza, los cuales son el objetivo más frecuente del tordo cabecicafé (Friedmann, 1929). La temporada de puesta de huevos del parásito generalmente se extiende desde mediados de abril a mediados de julio (Friedmann, 1929; Scott, 1963), coincidiendo con la de la mayoría de las especies neotropicales migratorias (Whitcomb y otros, 1981). Las especies sedentarias y migratorias de corta distancia normalmente tienen temporadas reproductivas más prolongadas que se superponen sólo parcialmente con la del tordo cabecicafé.
El temperamento de los potenciales huéspedes es un factor a tener en cuenta. El carácter de los alcaudones los libera de cualquier perturbación por parte de la hembra parasítica, y la naturaleza pugnaz de los tiranos (Tyrannus spp.) los convierte en víctimas inusuales. Las aves que anidan en huecos también están mayormente a salvo de la interferencia del intruso. Friedmann (1929) afirma que los nidos de pájaros carpinteros, curucuchas (Troglodytes aedon), trepadores (Sitta spp.), carboneros (Poecile spp.) y azulejos (Sialia spp.) rara vez son vulnerados.

### Variaciones intraespecíficas en la frecuencia parasítica

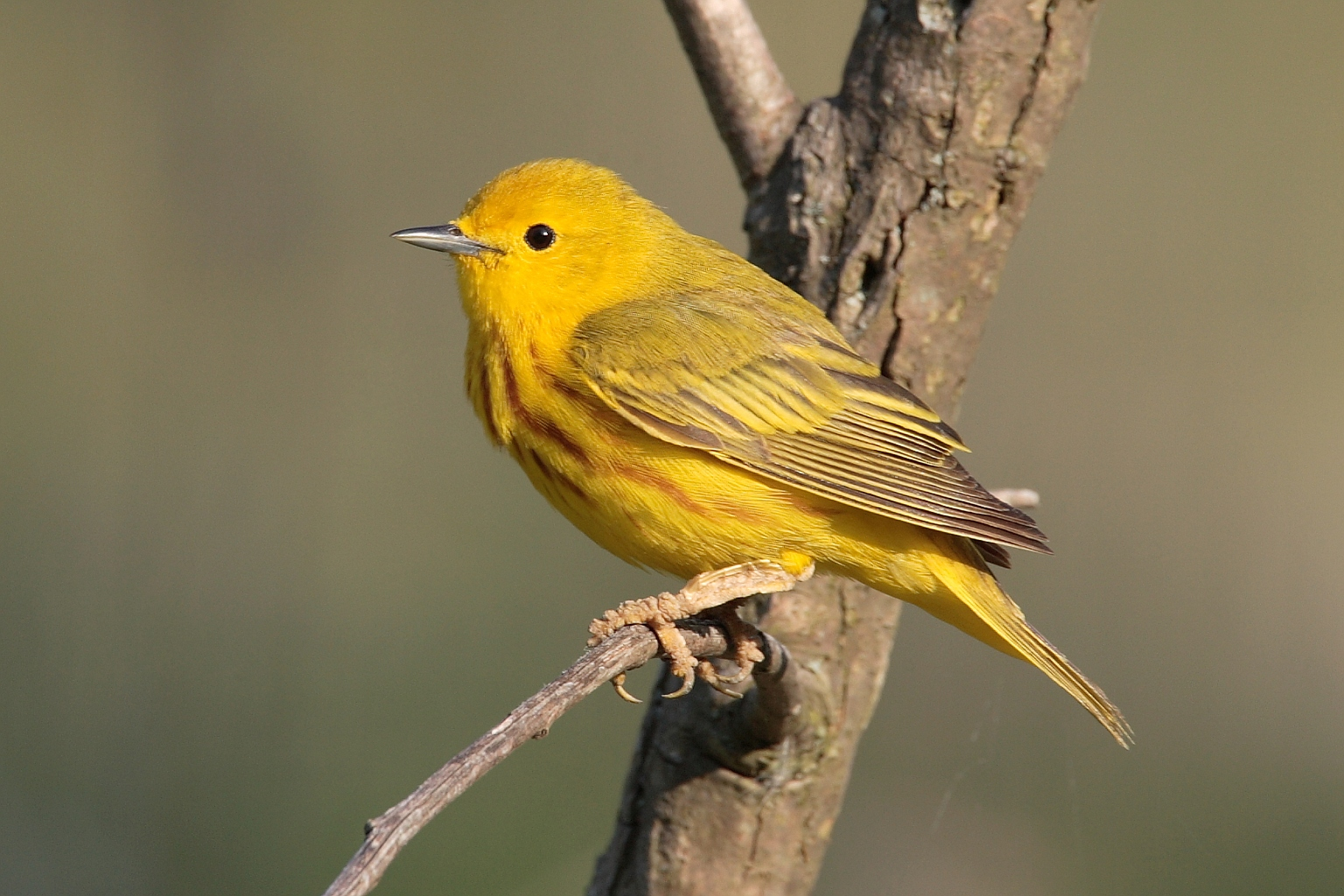
Canario del manglar (Dendroica petechia), especie parasitada.

Los niveles de parasitismo por parte del tordo cabecicafé varían a lo largo de amplias áreas geográficas. Los zorzales maculados (Hylocichla mustelina), por ejemplo, experimentan tasas de parasitismo superiores en el Medio Oeste que en este norteamericano (Hoover y Brittingham), en donde, naturalmente, los tordos cabecicafé son menos abundantes. Lo mismo se aplica para el tordo sargento (Agelaius phoeniceus; Freeman y otros, 1990). En consecuencia, es probable que los efectos del parasitismo sobre las especies migratorias neotropicales sean más severos en el Medio Oeste.
La colección de huevos de la Western Foundation of Vertebrate Zoology revela que varias especies con una extensa área de distribución reproductiva en América del Norte exhiben una mayor frecuencia parasítica en las regiones orientales que en las occidentales. Las siguientes especies constituyen ejemplos de esto:

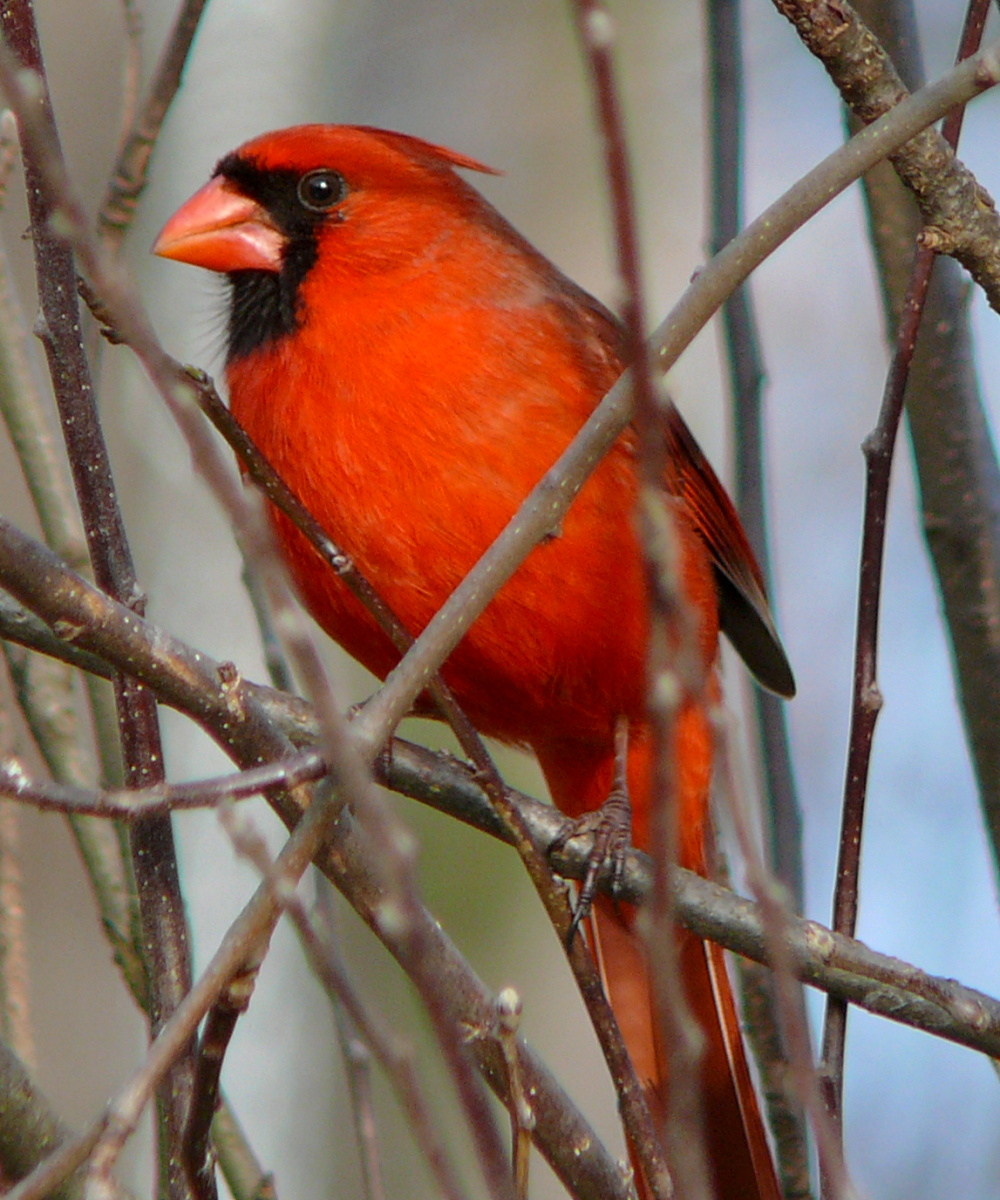
Cardenal rojo (Cardinalis cardinalis), especie parasitada.

- Canario del manglar (Dendroica petechia): De los 85 grupos de huevos de la raza oriental, D. p. aestiva, 13 (15,3%) albergaban alguno ajeno. La misma cantidad de muestras vulneradas —pero equivalentes a un 5,7% del total— se registró entre los 228 grupos de huevos de la raza occidental, D. p. morcomi.
- Chipe de cara negra (Geothlypis trichas): De los 124 grupos de huevos de las razas orientales, 13 (10,5%) estaban parasitados, mientras que sólo 12 lo estaban entre los 159 grupos de huevos de las subespecies occidentales, lo que representa un 7,6%.
- Cardenal rojo (Cardinalis cardinalis): De los 76 grupos de huevos de la raza oriental, 8 (10,5%) habían sido parasitados, identificándose 9 grupos vulnerados (8,7%) entre los 104 de las subespecies C. c. magnirostris y C. c. superba.
- Rascador pinto oscuro (Pipilo erythrophthalmus) – rascador maculoso (Pipilo maculatus) —anteriormente considerados una única especie—: De los 55 grupos de huevos de las subespecies orientales, 9 (16,4%) contenían algún intruso. Se constata una marcada diferencia respecto de lo ocurrido con los 300 grupos de huevos de 8 razas occidentales: sólo 2 (0,7%) estaban parasitados.[n. 11][11]

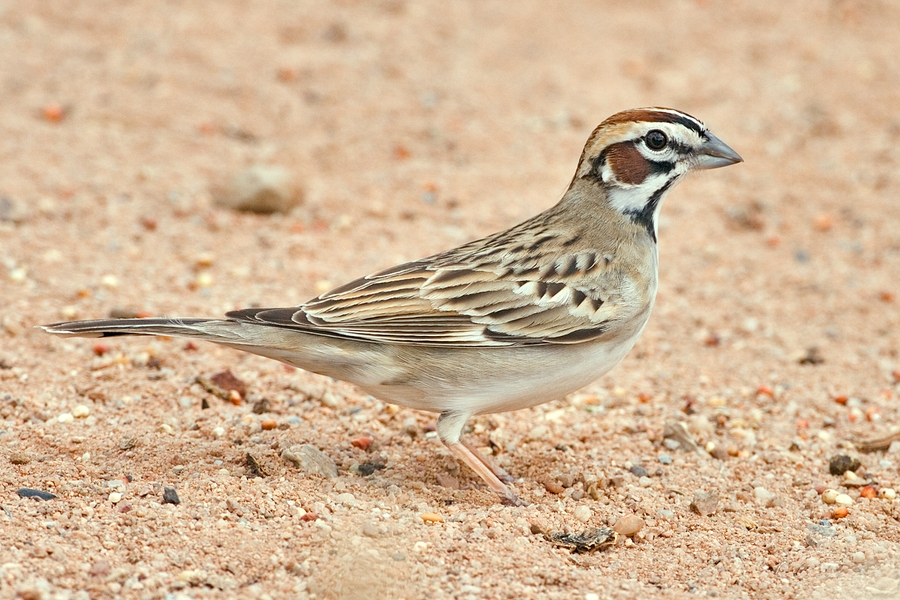
Gorrión arlequín (Chondestes grammacus), especie parasitada.

Existen dos notables excepciones a esta tendencia: el gorrión arlequín (Chondestes grammacus) y el chipe de Wilson (Wilsonia pusilla). La forma oriental —aunque cabe destacar que no tan oriental como las de las especies arriba mencionadas— del gorrión arlequín estaba representada por 33 grupos de huevos, ninguno de los cuales exhibía alguno de tordo cabecicafé, mientras que de los 195 grupos de huevos de la raza occidental (C. g. strigatus), 17 —equivalentes a un 8,7%— estaban parasitados. Con respecto al chipe de Wilson es importante mencionar que, en la parte oriental de su área de distribución, se encuentra mayormente restringido a las regiones septentrionales, donde no abundan ni los tordos cabecicafé ni los observadores; de los 147 grupos de huevos de la raza occidental (W. p. chryseola), 10 (6,8%) estaban parasitados, mientras que ninguno de los 26 grupos de huevos orientales contenía alguno de tordo cabecicafé. Ciertas especies, tales como el jilguero canario (Carduelis tristis) y el gorrión melódico (Melospiza melodia), revelan variaciones locales en cuanto a la frecuencia parasítica, pero sin que éstas constituyan tendencias longitudinales significativas.

## Reacciones de los huéspedes

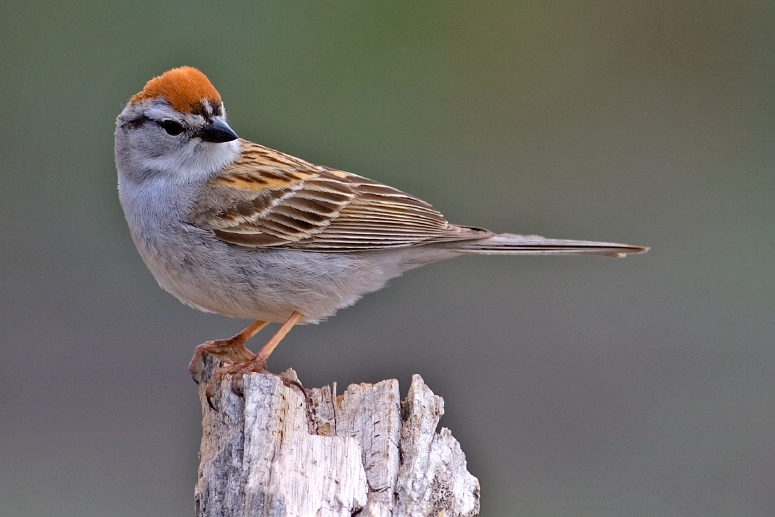
Gorrión coronirrufo cejiblanco (Spizella passerina), especie parasitada.

La gran mayoría de los huéspedes no se percata de la presencia de los huevos intrusos. Sin embargo, muchas especies hospedadoras que coevolucionaron junto al tordo cabecicafé desarrollaron diferentes técnicas que reducen el éxito reproductivo de este parásito de puesta, a saber: sepultar el huevo bajo un nuevo nido, abandonar el nido y arrojar o perforar el huevo extraño. Algunos huéspedes pueden evitar el parasitismo hasta cierto punto nidificando antes o después de la época reproductiva del tordo cabecicafé o criando más de una nidada por temporada (al menos uno de los nidos probablemente no sea vulnerado). Ciertas especies parasitadas incluyen tanto poblaciones receptivas como no receptivas.
Rothstein (1975a) llevó a cabo un programa de parasitaciones experimentales en 640 nidos de 43 aves norteamericanas, utilizando tanto huevos artificiales como auténticos. La mayoría (80,4%) de los 245 casos de rechazo a los huevos extraños se concretó a través de la expulsión de estos fuera del nido por parte del huésped. Se registró un menor número de casos en los que el ave hospedadora abandonó el nido, dañó el huevo sin arrojarlo o lo sepultó debajo de nuevo material de nidificación. Debido a que la eyección constituía la forma más común de rechazo, los experimentos indican que las prácticas defensivas del huésped pueden tergiversar contundentemente las conclusiones cuantitativas vinculadas a las tasas de parasitismo basadas únicamente en las observaciones del parasitismo natural. Otros modos de rechazo, como el abandono del nido, no representan un impedimento tan importante puesto que los nidos abandonados conservan la evidencia de la parasitación; los huevos de tordo cabecicafé aún están presentes. Sin embargo, incluso el abandono del nido puede introducir ciertas dificultades ya que tiende a disminuir el número real de casos de parasitismo y a aumentar el porcentaje aparente de recepciones positivas respecto de los huevos intrusos al ser los nidos abandonados más difíciles de hallar que los activos, pues sus dueños no se encuentran en los alrededores para llamar la atención del investigador.

### Aceptación de los huevos

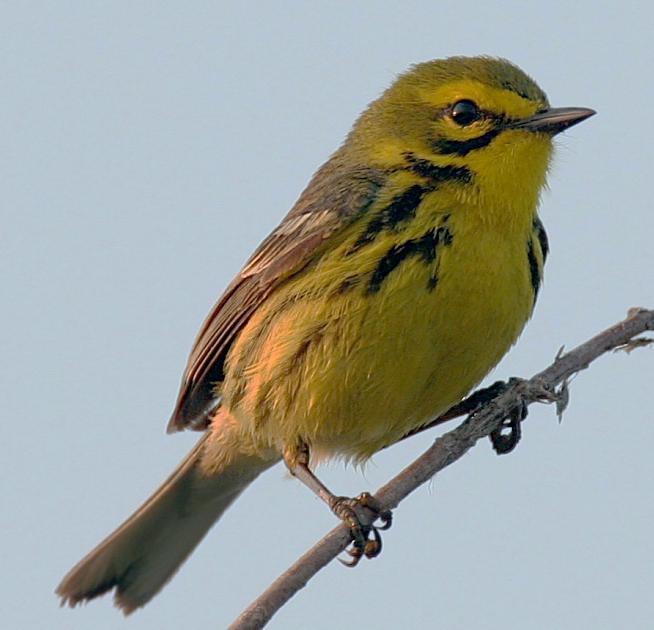
Verdín de las praderas (Dendroica discolor), especie parasitada.

Experimentos en al menos diez nidos por especie realizados por Rothstein (1975) revelaron una tendencia a la receptividad en el tordo sargento (Agelaius phoeniceus), zanate norteño (Quiscalus quiscula), mosquero fibí (Sayornis phoebe), gorrión coronirrufo cejiblanco (Spizella passerina), canario del manglar (Dendroica petechia), huilota (Zenaida macroura), golondrina común (Hirundo rustica), cuclillo piquinegro (Coccyzus erythropthalmus) y jilguero canario (Carduelis tristis). De los experimentos en entre seis y nueve nidos por especie, se sacaron conclusiones similares respecto del gorrión melódico (Melospiza melodia), cardenal rojo (Cardinalis cardinalis) y zorzal maculado (Hylocichla mustelina). Entre las aves que fueron estudiadas a través de experimentos en una menor cantidad de nidos —dos a cinco por cada especie—, dieron respuestas de aceptación hacia los huevos de tordo cabecicafé el picogrueso pechirrosa (Pheucticus ludovicianus), cenzontle aliblanco (Mimus polyglottos), gorrión zacatero coliblanco (Pooecetes gramineus), pradero oriental (Sturnella magna), víreo ojirrojo (Vireo olivaceus), verdín de las praderas (Dendroica discolor), rascador pinto oscuro (Pipilo erythrophthalmus), golondrina ala de sierra (Stelgidopteryx serripennis), estornino pinto (Sturnus vulgaris), carpodaco doméstico (Carpodacus mexicanus) y tordo cabeciamarillo (Xanthocephalus xanthocephalus). En algunas de las especies citadas no hay razón para asumir una frecuente parasitación —zanate norteño, huilota, golondrina común, cuclillo piquinegro, golondrina ala de sierra y estornino pinto—, pero el estudio demuestra que, en caso de ser parasitados sus nidos, responden aceptando los huevos ajenos.
Según diversas investigaciones particulares en las que se tomaron gran cantidad de nidos como muestra, el chipe de Kirtland (Dendroica kirtlandii), el arrocero americano (Spiza americana) y el gorrión arlequín (Chondestes grammacus) sufrían tasas de parasitismo de un 55% (Mayfield, 1960), 78% (Zimmerman, 1966) y 45% (Newman, 1970), respectivamente.

### Eyección de los huevos

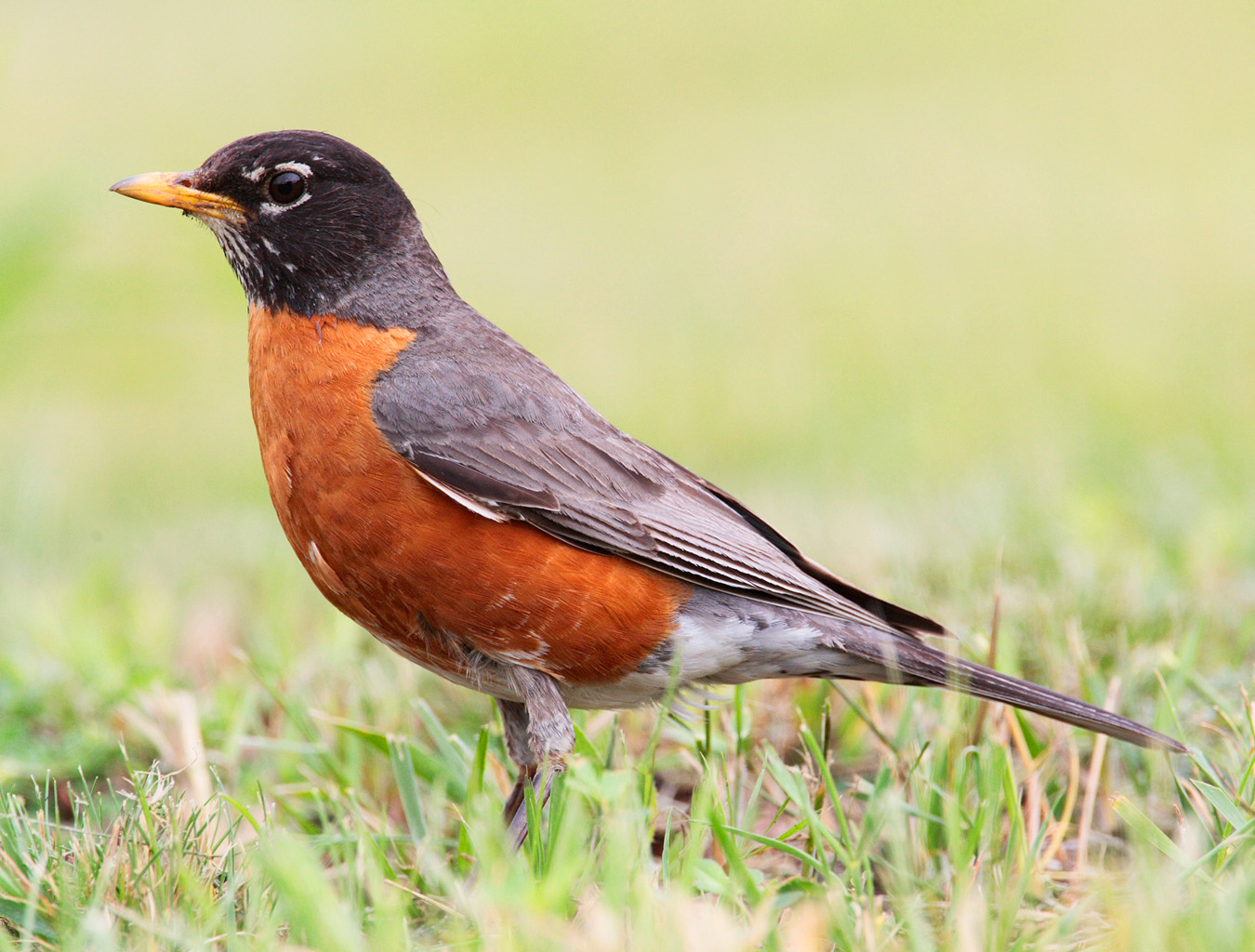
Zorzal pechirrojo (Turdus migratorius), especie parasitada no receptiva.

Según Rothstein (1975), los huéspedes que casi siempre rechazan los huevos de tordo cabecicafé incluyen al mímido gris (Dumetella carolinensis), zorzal pechirrojo (Turdus migratorius), pitirre americano (Tyrannus tyrannus), ampelis americano (Bombycilla cedrorum), arrendajo azul (Cyanocitta cristata), cuitlacoche rojizo (Toxostoma rufum) y oropéndola de Baltimore (Icterus galbula), basándose en experimentos en al menos diez nidos por cada especie. El madrugador avispero (Tyrannus verticalis), estudiado menos adecuadamente —dos nidos—, también parece rechazar los huevos intrusos. Otras fuentes incluyen en la lista de eyectores al cuitlacoche de las artemisas (Oreoscoptes montanus) y al bolsero calandria (Icterus bullockii).
La eyección de los huevos extraños por parte del huésped puede alterar nuestra percepción acerca de las tasas de parasitismo reales en ciertas especies ya que gran parte de la actividad parasítica pasará desapercibida, pues muchos de los huevos de tordo cabecicafé habrán sido removidos antes de que los investigadores los detecten. Friedmann (1963:133) enfatizó la incidencia de esta dificultad en el caso de la oropéndola de Baltimore (Icterus galbula). Para entonces, se sabía de sólo 13 casos de parasitismo, pero en 3 de ellos se había encontrado huevos de tordo cabecicafé sobre el suelo debajo de los nidos, prueba de los hábitos de eyección de las oropéndolas.
A pesar de que Friedmann (1929) menciona al mímido gris entre los “ejemplos de especies absolutamente intolerantes”, Arthur Cleveland Bent (1958) documentó en una oportunidad —tal como se dijo más arriba— una hembra “sentada con calma en un nido que contenía cuatro huevos de tordo cabecicafé y sólo uno propio.” Friedmann realizó experimentos en un nido de zorzal pechirrojo (Turdus migratorius) y otro de mímido gris (Dumetella carolinensis) para estudiar sus reacciones frente a huevos extraños. El zorzal arrojó fuera de su nido un huevo de gorrión melódico (Melospiza melodia), el cual tenía manchas como el de un tordo cabecicafé, pero aceptó el de un gorrión coronirrufo cejiblanco (Spizella passerina), que era principalmente azul como el propio aunque mucho más pequeño. El mímido rechazó los huevos de ambas especies.

### Construcción de un nuevo nido

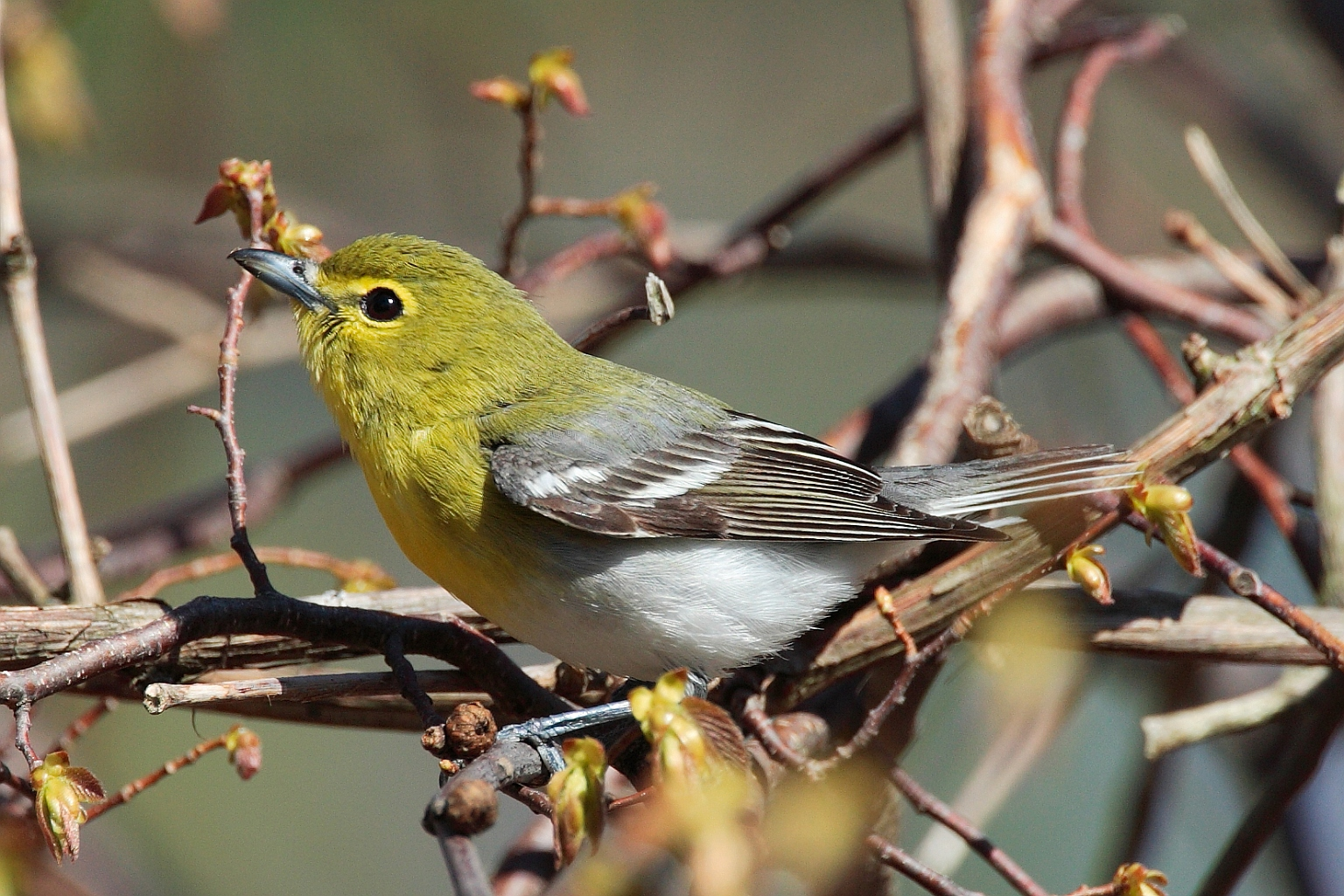
Víreo pechiamarillo (Vireo flavifrons), especie parasitada que construye un nuevo nido sobre el anterior.

Ciertas aves ocasionalmente reconocen los huevos ajenos, pero son demasiado pequeñas como para quitarlos. En lugar de eso, los huevos de tordo cabecicafé son sepultados, a veces en compañía de los propios, con la construcción de un segundo nido sobre el original. Los víreos (Vireo spp.) suelen reaccionar de este modo, construyendo un nuevo "piso". Friedmann (1929) identificó esta conducta en el víreo ojirrojo (Vireo olivaceus), víreo gorjeador (Vireo gilvus), víreo anteojillo (Vireo solitarius), víreo pechiamarillo (Vireo flavifrons), chipe dorado (Protonotaria citrea), canario del manglar (Dendroica petechia), chipe gorriamarillo (Dendroica pensylvanica) y candelita norteña (Setophaga ruticilla).
Entre las aves que muestran su intolerancia enterrando el huevo intruso en el fondo del nido o construyendo un nuevo piso sobre éste, se destaca el canario del manglar (Dendroica petechia). En esta especie, los nidos de dos pisos son bastante comunes en donde abunden los tordos cabecicafé. Los de tres niveles no son muy raros tampoco y hasta cuatro o incluso cinco pueden ser construidos. Además de las aves arriba mencionadas, R. M. Anderson (1907) registró un huevo sepultado en un nido de mosquerito de Traill. C. R. Keyes (1884) encontró uno de tángara rojinegra migratoria (Piranga olivacea) con un huevo de tordo cabecicafé enterrado en el fondo. Amos W. Butler (1898) documentó otro de chipe de cara negra (Geothlypis trichas) con tres pisos. “Dos nidos adicionales fueron construidos sobre la estructura original sepultando bajo cada uno de ellos un huevo de tordo cabecicafé.”

### Abandono del nido

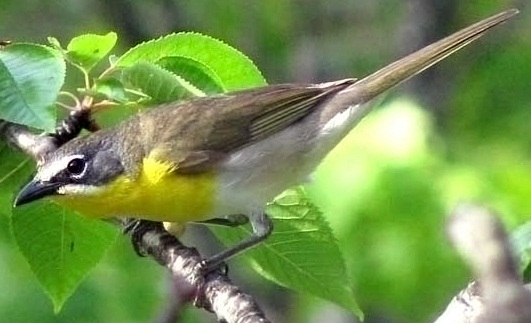
Buscabreña (Icteria virens), especie parasitada que a menudo abandona los nidos vulnerados.

Con respecto al buscabreña (Icteria virens), Friedmann comentó lo siguiente:

Los huevos de buscabreña son muy similares a los de tordo cabecicafé, pero de todas maneras casi invariablemente abandona el nido si un huevo parasítico es depositado en él. Sin lugar a dudas esto se debe a su extrema timidez y nerviosismo, más que a una habilidad superior para distinguir los huevos extraños de los propios. (…) Sin embargo en al menos dos ocasiones, los buscabreñas han incubado y criado tordos cabecicafé.

Algunos otros ejemplares, quizá más de los que se crea, arrojan los huevos ajenos fuera de sus nidos. B. H. Warren (1890) afirmó:

En dos ocasiones encontré huevos de tordo cabecicafé rotos sobre el suelo cerca de nidos de buscabreñas y en tres oportunidades descubrí los restos de estos huevos directamente debajo de los nidos de oropéndola de Baltimore.

En un estudio, el gorrión indefinido oriental (Spizella pusilla) abandonó el 46% de los nidos parasitados por tordos cabecicafé y sólo el 1% de los nidos sin parasitar, lo que sugiere que la deserción del nido cumple la función principal de defensa contra el parasitismo. Los gorriones no abandonaban sus nidos después de varias manipulaciones de sus nidadas frecuentemente asociadas con la parasitación; esto indicaba que la deserción no respondía a la presencia del huevo extraño. Por el contrario, a menudo dejaban sus nidos tras encuentros con tordos cabecicafé reales o modelos de dichas aves. El gorrión indefinido desértico (Spizella breweri) también ha sido documentado abandonando nidos parasitados (Biermann y otros, 1987).

### Agresividad hacia el tordo adulto

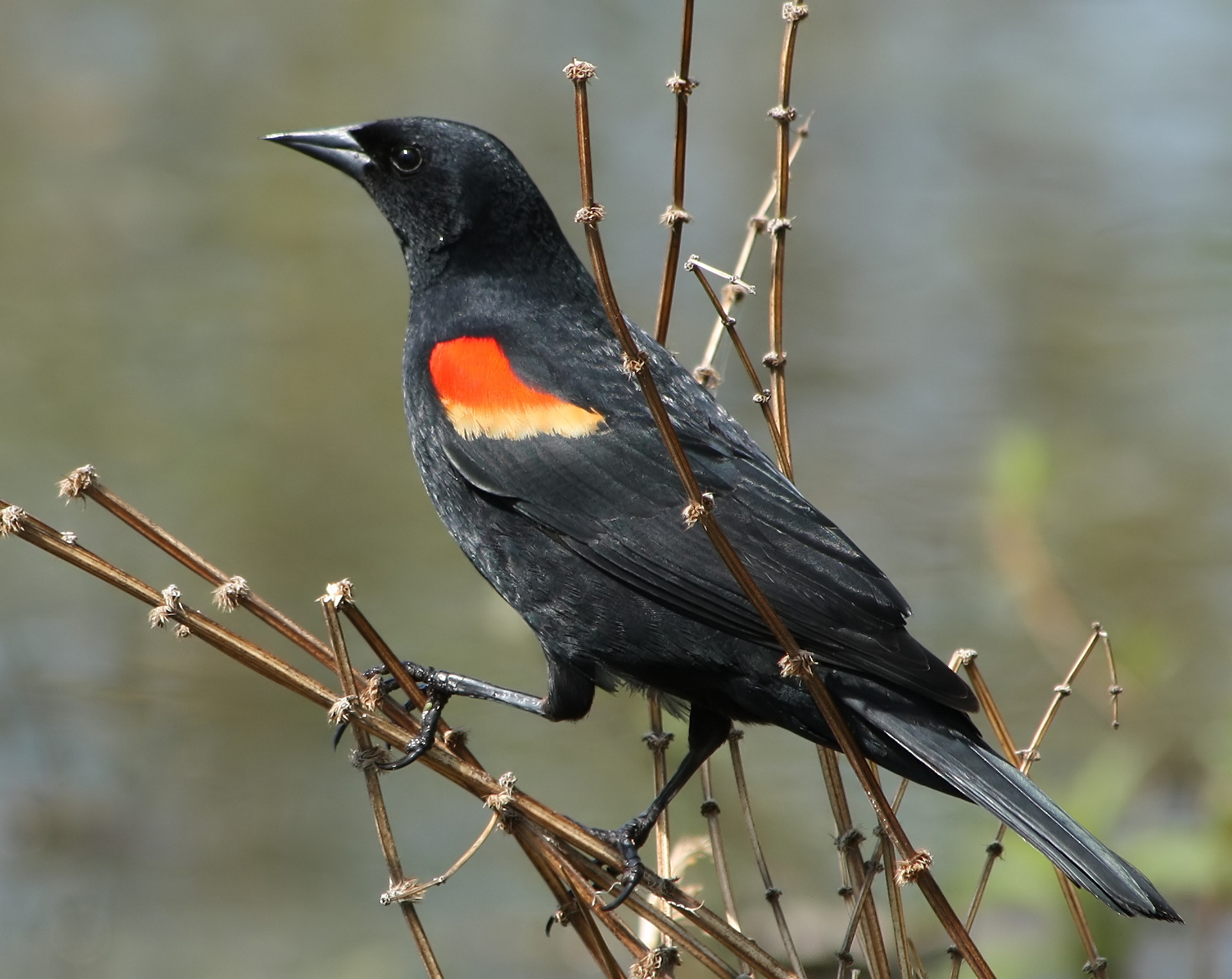
Tordo sargento (Agelaius phoeniceus), especie parasitada agresiva hacia el tordo cabecicafé adulto.

Algunas especies hospedadoras exhiben conductas agresivas hacia los tordos cabecicafé, pero pocas logran ahuyentarlos. George M. Sutton (1928) mencionó una interesante demostración de hostilidad. Notó que en Pymatuning Swamp (Pensilvania – Ohio) las pequeñas especies palustres eran casi inmunes al parasitismo de los tordos cabecicafé porque los tordos sargento (Agelaius phoeniceus), una especie altamente territorial, se unían para hacerles frente y conducirlos fuera del pantano. Vio “una bandada de sargentos asechar a una hembra de tordo cabecicafé hasta que estuviera completamente exhausta y se precipitara hacia el agua para escapar.”

### Variaciones intraespecíficas en la respuesta al parasitismo
De acuerdo a Briskie y otros (1992), en el sur de Manitoba, en donde las especies hospedadoras son simpátricas con el tordo cabecicafé, los zorzales pechirrojos (Turdus migratorius) se deshicieron de los huevos intrusos en todos los nidos experimentalmente parasitados (N = 25) y ninguno fue aceptado por más de cuatro días. En contraste, los zorzales del norte de Manitoba, en donde los tordos cabecicafé no se reproducen, aceptaron los huevos extraños en un 33% de los casos (N = 18) por al menos cinco días. Los niveles de aceptación de los huevos parasíticos por parte del canario del manglar (Dendroica petechia) fueron similares entre sí en poblaciones alopátricas (100% de 20 nidos) y simpátricas (88,6% de 35 nidos), pero los modelos de hembras de tordos cabecicafé suscitaron una mayor respuesta defensiva del nido en el área de simpatría. Ninguno de los huéspedes rechazó huevos de conespecíficos, lo cual prueba que la eyección de los de tordo cabecicafé no era un simple epifenómeno del parasitismo de puesta intraespecífico.

## Repercusiones sobre la nidada del huésped
En los nidos vulnerados, son menos los hijos del huésped que viven lo suficiente como para independizarse y a menudo ninguno de ellos logra hacerlo. Las especies parasitadas con períodos de incubación prolongados frecuentemente no logran criar con éxito a ninguno de sus propios polluelos si tan sólo un huevo de tordo cabecicafé eclosiona en sus nidos (Rothstein, 1975; May y Robinson, 1985). Para las aves hospedadoras de mayor tamaño y con períodos de incubación más breves, el parasitismo del tordo cabecicafé es menos nocivo (Smith, 1981; Roskaft y otros, 1990; Friedmann y otros, 1977), excepto cuando sus nidos son parasitados dos o más veces. La parasitación de un mismo nido por parte de más de una hembra casi inevitablemente resulta en la muerte de toda la nidada de la víctima.
El parasitismo de puesta de los tordos cabecicafé es perjudicial para el éxito reproductivo del ave hospedadora debido a —entre otros motivos— las siguientes razones:
- Las hembras de esta especie quitan huevos —normalmente uno— de los nidos parasitados entre un 33 y un 90% de las veces (otras fuentes restringen ese porcentaje a entre un 60 y un 70%);[3]
- Los huevos de tordo cabecicafé están provistos de una cáscara particularmente gruesa que puede ocasionar roturas en los del huésped;
- Su período de incubación es de alrededor de 11 días, mientras que el de la mayoría de sus huéspedes es de entre 12 y 14 días, lo cual les brinda una ventaja a los polluelos parasíticos sobre el resto desde el comienzo;
- Los polluelos del legítimo dueño del nido suelen ser más pequeños y menos agresivos que el intruso;
- Los polluelos de tordo cabecicafé crecen más rápido, piden alimento con mayor ímpetu y tienen bocas más grandes que sus compañeros de nido.[22]

La alimentación del parásito también perjudica la nidada del huésped, puesto que éste es siempre alimentado más frecuentemente que los hijos del ave hospedadora, lo cual puede resultar en la muerte por inanición de estos polluelos. De hecho, sus requerimientos de un incesante suministro de alimento pueden impedir que sus padres adopivos críen a una segunda nidada en la temporada. Además de por desnutrición, los pequeños también pueden morir sofocados por su "hermano". De acuerdo a Arthur Cleveland Bent (1958), aparentemente no hace ningún esfuerzo por expulsar a los demás fuera del nido, como sí lo hace el cuco común (Cuculus canorus), pero al ser tanto más grande que ellos y crecer mucho más rápido, a veces los otros pequeños caen por la falta de espacio.

### Estudios específicos

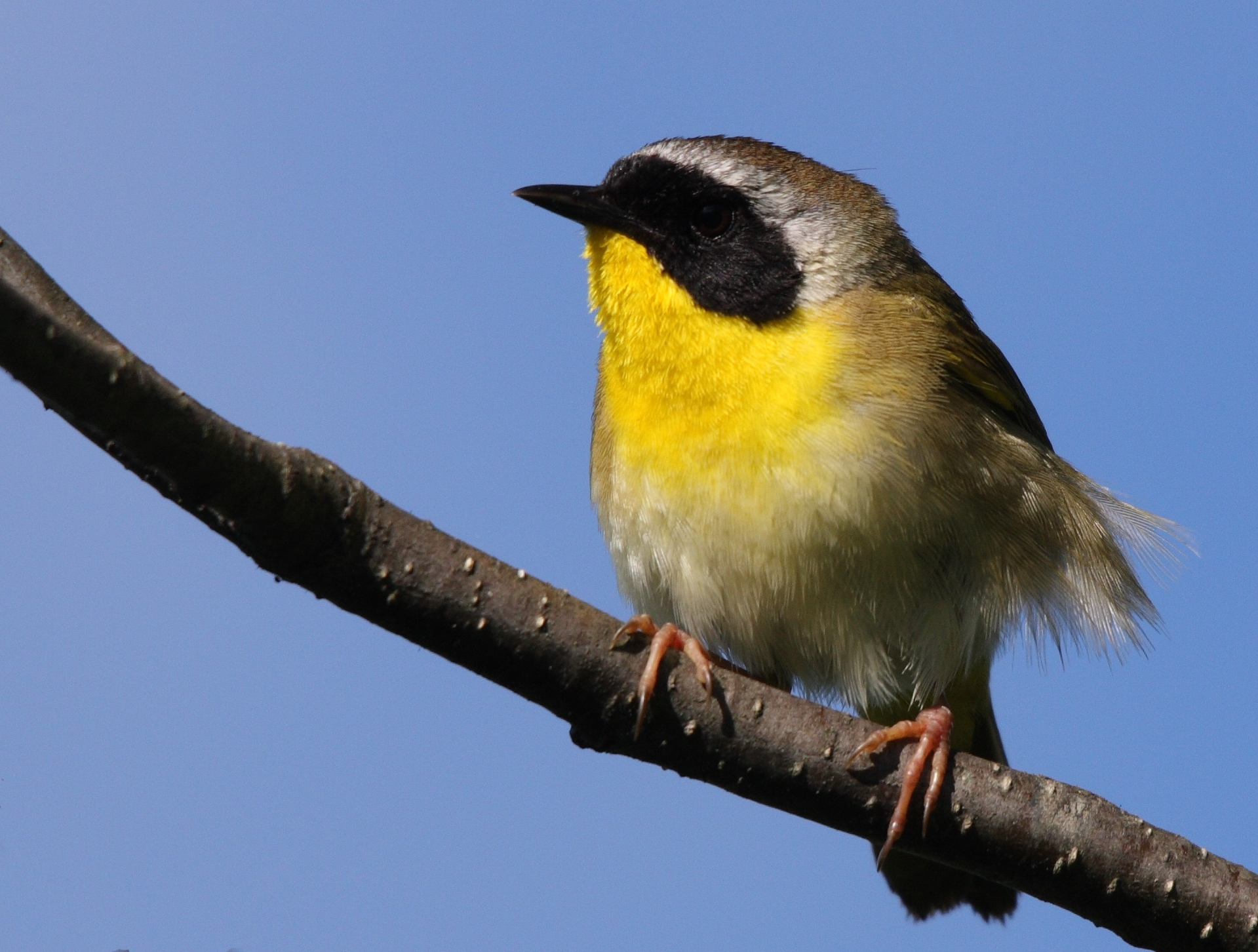
Chipe de cara negra (Geothlypis trichas), especie parasitada.

Russell T. Norris (1947) publicó los resultados de sus estudios en nidos parasitados y sin parasitar, siendo los siguientes párrafos de especial interés:

De 19 huevos de tordo cabecicafé, uno eclosionó cuatro días antes que el huésped; 4 eclosionaron un día antes; 10 eclosionaron el mismo día que el huésped; 3 eclosionaron un día después que el huésped; y uno eclosionó cinco días después que el huésped. (…)

En los 237 nidos observados, los huéspedes depositaron 668 huevos, de los cuales 383 (57,3%) eclosionaron; los tordos cabecicafé pusieron 108 huevos, de los cuales 46 (42,6%) eclosionaron; 37,7% de los huevos del huésped y 26,8% de los de tordo cabecicafé produjeron polluelos que lograron abandonar el nido. De los huevos del huésped que eclosionaron, el 64% produjo jóvenes que dejaron el nido; de los huevos de tordo cabecicafé que eclosionaron, el 63%.

(...)

Los 35 nidos no parasitados (exitosos) produjeron en promedio 2,94 jóvenes que lograron abandonarlos; 19 nidos parasitados (exitosos) produjeron 2,05, lo que indica que cada parásito fue criado a expensas de alrededor de un polluelo del huésped.

Con respecto a la pérdida total de la nidada, la señora Nice (1939) escribió:

Muchos autores afirman que cada tordo cabeciafé es criado a expensas de una nidada de polluelos. Ése no es el caso con los gorriones melódicos. Sesenta y seis nidos exitosos sin tordos cabecicafé en Interpont produjeron un promedio de 3,4 gorriones, mientras que veintiocho nidos exitosos con tordos cabecicafé dieron un promedio de 2,4 gorriones. Entonces, en términos generales, cada tordo cabecicafé fue criado a expensas de un gorrión. (…)

Los gorriones melódicos a menudo crían a todos sus pequeños que eclosionan junto con el pensionista, llegando a abandonar estos nidos los entre uno y cinco gorriones [que hayan nacido en ellos]. Con dos tordos cabecicafé de edad similar en el nido, los gorriones pueden criar a sólo uno o dos de sus hijos. Las aves más pequeñas sin lugar a dudas son más afectadas que los gorriones, pero no existe mucha información al respecto. En una ocasión encontré un nido con tres jóvenes chipes de cara negra y un tordo cabecicafé listos para marcharse.

En un estudio de 16 años en Mandarte Island (Columbia Británica, Canadá), Smith y Arcese (1994) constataron que las hembras de tordo cabecicafé quitaron un huevo en dos tercios de los nidos parasitados de gorrión melódico (Melospiza melodia) y dañaron el 2% de los huevos restantes del huésped. El parasitismo redujo la cantidad de polluelos que lograban abandonar el nido en un 0,79 por nido, pero solo en un 0,27 en los años en los que se suministró alimento con fines experimentales en algunos territorios.

## Inadecuación del huésped

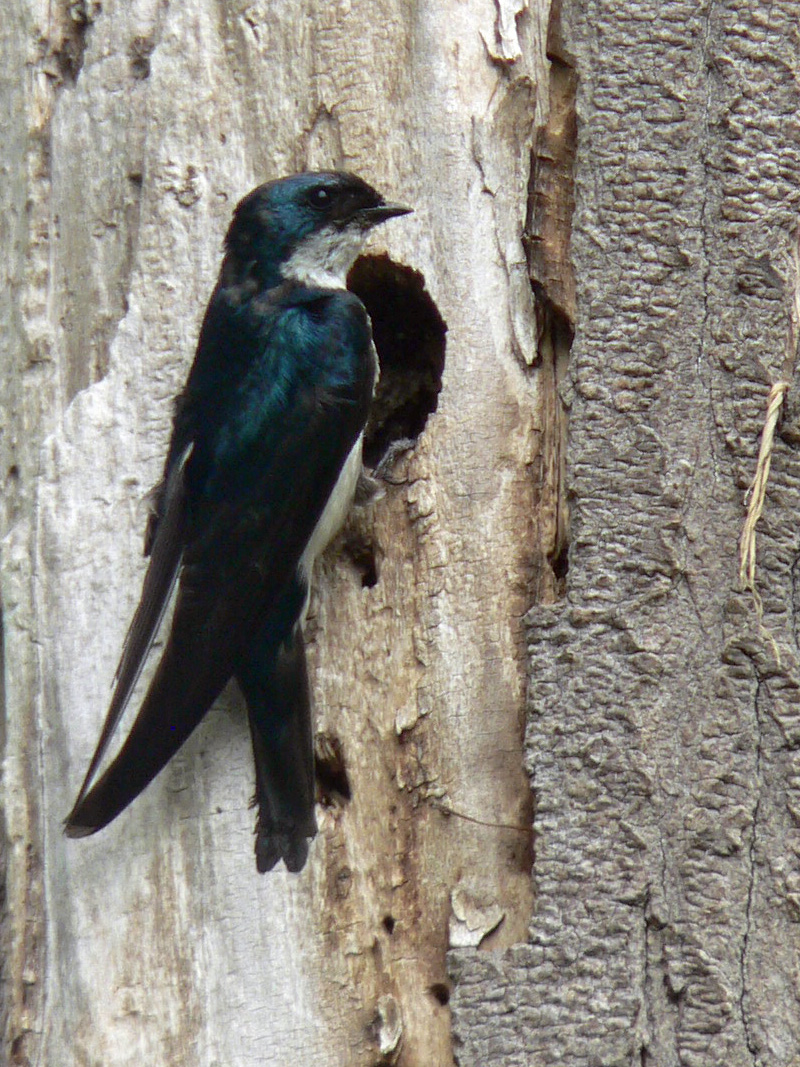
La construcción de sus nidos en cavidades y sus ausencias cuando la temperaura es baja hacen de la golondrina invernal (Tachycineta bicolor) un huésped inadecuado.

En ocasiones se encuentran huevos de esta especie en nidos de aves totalmente inadecuadas para convertirse en los padres adoptivos de sus polluelos; en estos casos no se producirá la eclosión o bien los pequeños no sobrevivirán. Si los huevos del dueño del nido son mucho más grandes que los del parásito, el de tordo cabecicafé no será debidamente incubado. Si los legítimos hijos de sus padres adoptivos son alimentados sobre la base de una dieta no adecuada para los polluelos de tordo cabecicafé, estos no prosperarán. Es difícil imaginar, por ejemplo, a una huilota (Zenaida macroura) —la cual es una especie parasitada— alimentando al extraño con leche de buche. Una golondrina podría incubar bien el huevo intruso y alimentar al pequeño en su nido en un principio, pero no luego puesto que se les enseña a las jóvenes golondrinas a alimentarse mientras vuelan.
Es importante que la hembra escoja un nido abierto de alguna especie altricial que alimente a sus polluelos en el nido hasta que estén casi listos para volar; los polluelos de aves precoces dejan el nido poco después de haber roto el cascarón y el pequeño tordo cabecicafé sería abandonado. Uno de estos huevos fue hallado en el nido de un chorlitejo colirrojo (Charadrius vociferus), pero, de haber eclosionado, el pequeño habría sido dejado en el nido en donde moriría por inanición o exposición a los elementos. El andarríos maculado (Actitis macularius) es otro ejemplo de un huésped inadecuado debido a la preococidad de sus polluelos.
Otras aves, como la golondrina invernal (Tachycineta bicolor; Mills, 1988), el sastrecillo (Psaltriparus minimus) y el chivirín pantanero (Cistothorus palustris; Picman, 1986), no constituyen buenos huéspedes porque anidan en cavidades o construyen nidos con esa forma, o bien por su comportamiento o tamaño. Las golondrinas invernales, por ejemplo, a menudo abandonan sus huevos por largos períodos de tiempo cuando la temperatura es baja y los embriones de tordo cabecicafé podrían ser menos tolerantes al frío (Mills, 1988). Los chivirines pantaneros se asocian con los tordos alirrojos (Agelaius phoeniceus) en sus áreas de nidificación y esta segunda especie les brinda protección contra el parasitismo a través de la defensa grupal de sus colonias (Picman, 1986; Freeman y otros, 1990).

### Alimentación inadecuada de los polluelos

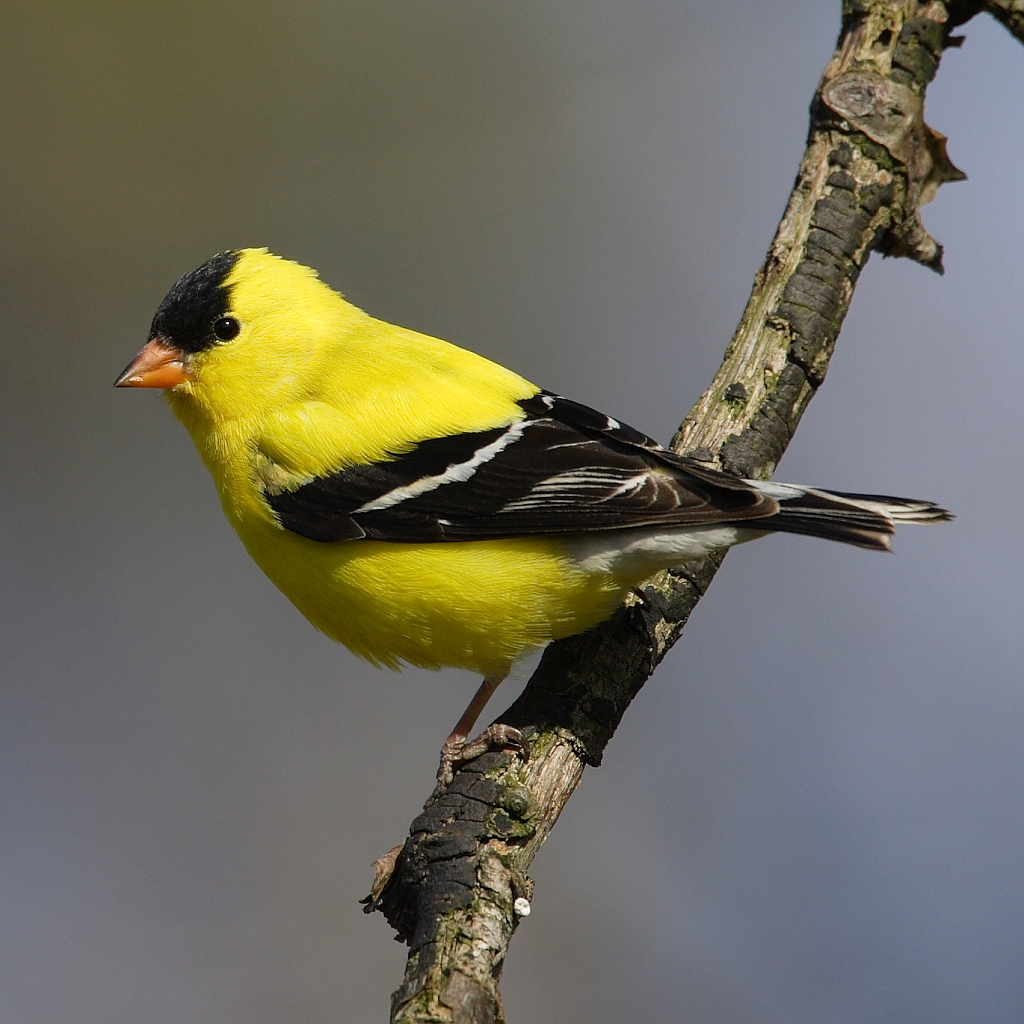
Los jilgueros canario (Carduelis tristis) no son buenos huéspedes debido a la alimentación vegetariana.

La mayor parte de los paseriformes alimenta a los jóvenes con artrópodos; las dietas de los polluelos de distintas especies que cohabitan en un mismo territorio a menudo son bastante similares. Por esta razón, no existen grandes restricciones en este sentido en cuanto a la elección del huésped por parte de los tordos cabecicafé: una gran variedad de especies puede ofrecer una alimentación igualmente adecuada a los polluelos de esta ave. De hecho, estos son alimentados sobre la base de una dieta casi siempre insectívora por sus padres adoptivos. Sin embargo, la dieta del carpodaco doméstico (Carpodacus mexicanus), un huésped ocasional del tordo cabecicafé, está compuesta de una variedad de alimentos de origen vegetal, mayormente semillas de hierbas. Los pocos animales que consume son áfidos y orugas.
La mayoría de los polluelos altriciales crece con rapidez, lo cual demanda una dieta rica en proteínas; una alimentación de bajo contenido proteico puede retrasar el crecimiento severamente. El escaso desarrollo de los tordos cabecicafé observado en nidos de carpodacos domésticos se debe justamente a una deficiencia de esos nutrientes. En esos casos, la masa corporal de los polluelos no sigue el patrón sigmoidal característico del crecimiento normal, sino que aumenta de manera mayormente lineal durante todo el desarrollo. Las semillas y particularmente las frutas por lo general no contienen muchas proteínas. Adicionalmente, las proteínas vegetales a menudo carecen de uno o varios aminoácidos esenciales, los cuales no pueden ser sintetizados por el organismo.

#### Carpodaco doméstico (Carpodacus mexicanus)

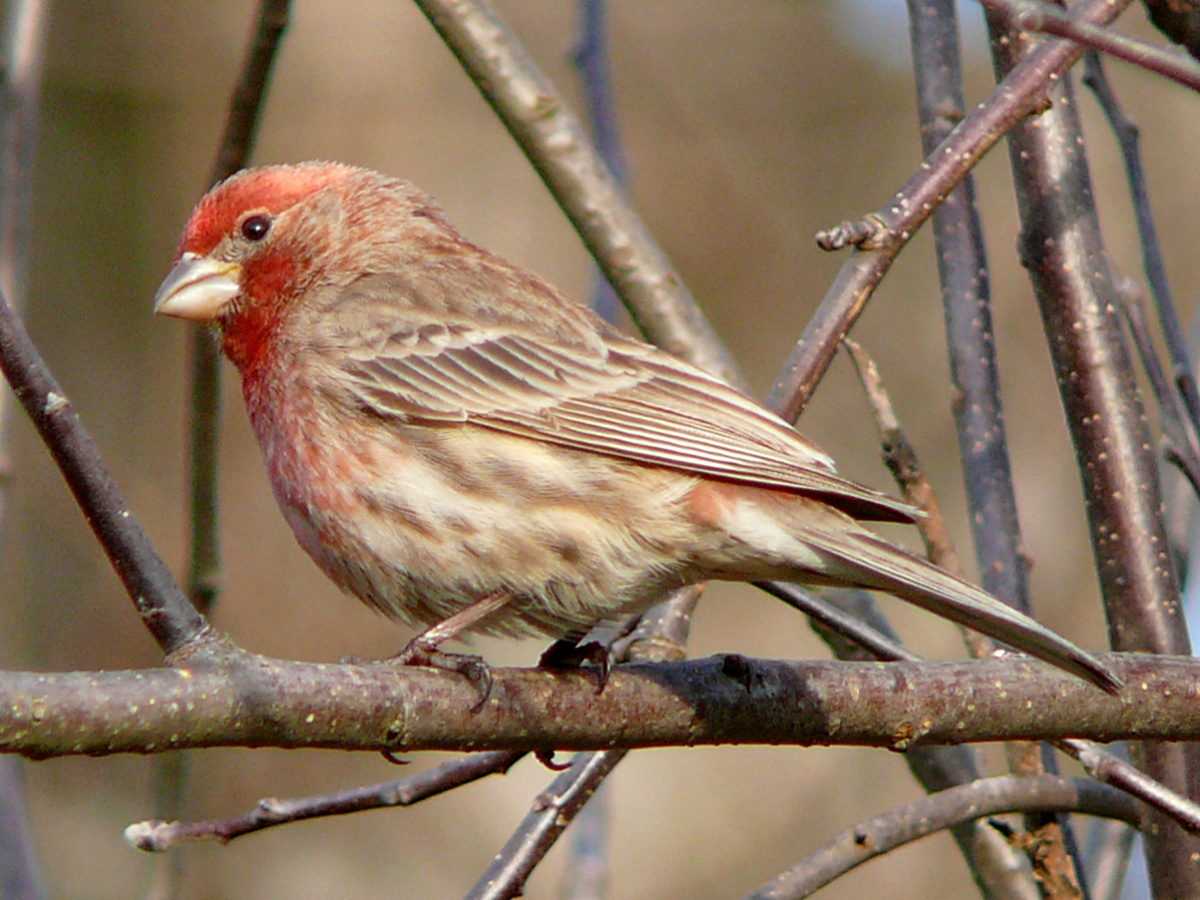
Los carpodacos domésticos (Carpodacus mexicanus) no son buenos huéspedes debido a la alimentación vegetariana.

Al igual que otros miembros de Carduelinae, el carpodaco doméstico (Carpodacus mexicanus) es inusual entre los huéspedes de esta especie por el hecho de que alimenta a sus pequeños con productos vegetales principalmente. La comida les es suministrada por regurgitación, no está parcialmente digerida, ni contiene secreciones nutritivas producidas por el adulto, lo que implica un fracaso reproductivo para los tordos cabecicafé que depositen sus huevos en estos nidos dadas las necesidades alimenticias de sus polluelos.
El tordo cabecicafé parasitó 99 (24,4%) de los 406 nidos de carpodacos domésticos estudiados en Barrie, Guelph, Orillia y St. Catharines (Ontario, Canadá), en los períodos 1983 – 1985 y 1990 – 1993. Los nidos contenían un total de 127 huevos parasíticos. Aunque muchos lograron eclosionar, ningún polluelo sobrevivió. Los polluelos que perecían en los nidos eran encontrados allí (35,6%) o eran removidos por el ave adulta (64,4%). En principio, el crecimiento de estos era muy lento: necesitaban alrededor del doble del tiempo que requerían los tordos cabecicafé en nidos de otras especies para alcanzar una misma talla. La masa corporal final estimada en ellos era un 22,4% inferior a la normal. Sobrevivían un promedio de tan sólo 3,2 días, dos de ellos no habiendo superado siquiera el día de vida. Sólo uno logró abandonar el nido a la edad de 14 días, pero su cuerpo sin vida fue hallado al día siguiente. El crecimiento de las plumas también se vio afectado: ese único ejemplar que pudo abandonar el nido requirió alrededor de 4 días adicionales para alcanzar un desarrollo del plumaje comparable al de un polluelo normal de 10 días de edad.
Debido a que el parasitismo de puesta en nidos de carpodacos domésticos no resulta exitoso, los tordos cabecicafé deberían evitarlos. Aunque la frecuencia con la que los tordos parasitaron dichos nidos fue alta cuando este estudio fue llevado a cabo, esto puede ser resultado de la entonces reciente asociación entre el mencionado huésped y el parásito en Ontario. De hecho, la tasa de parasitismo en el carpodaco disminuyó notablemente con el correr del tiempo en el este de América del norte.

#### Otras especies

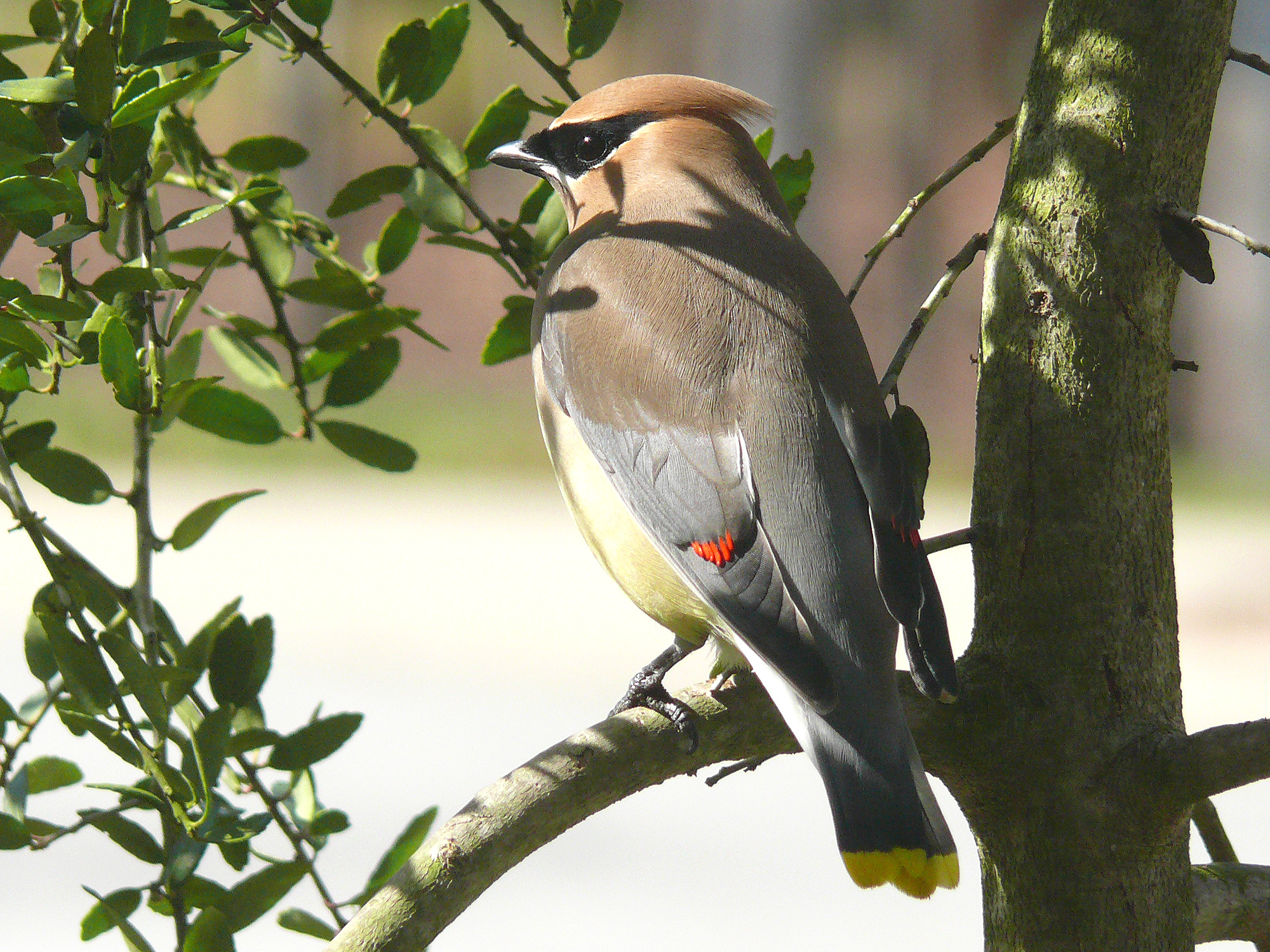
La alimentación frugívora por parte de los ampelis americanos (Bombycilla cedrorum) a los polluelos puede ocasionar la muerte de los jóvenes parásitos.

Los pequeños tordos cabecicafé enfrentan los mismos problemas en nidos de otras especies con una dieta similar. En un experimento, la mayoría de estos polluelos murió en los primeros seis días tras ser ubicados en nidos de gorrión común (Passer domesticus), el cual también alimenta a sus hijos sobre la base de una dieta de origen vegetal. Según otros estudios, los polluelos sobrevivían un promedio de sólo dos días en nidos de jilguero canario (Carduelis tristis); la mayoría moría para el cuarto día y sólo uno sobrevivió hasta los 12. Los tordos cabecicafé pueden abandonar el nido en caso de haber sido criados por ampelis americanos (Bombycilla cedrorum), pero ocasionalmente fallecen después de tres días cuando los padres comienzan a alimentar a sus polluelos con frutas en vez de insectos.

## Destrucción de los nidos
Las hembras son diestras observadores del comportamiento de las otras aves cuando necesitan un nido en el que depositar sus huevos, pero el tordo cabecicafé puede ser aún más ingenioso de lo que podría esperarse, tal como descubrieron Jeffrey Hoover y Scott Robinson (2007). Aparentemente, éstas revisan sus huevos y polluelos periódicamente y el rechazo del huevo por parte del ave parasitada puede originar una reacción vengativa en aquellas. Dichos ornitólogos describieron un comportamiento denominado “cowbird mafia”, que consiste en que las hembras destruyan los nidos en los que los huéspedes hayan removido sus huevos. Esta conducta alienta a las aves hospedadoras a no interferir con el huevo intruso para evitar un riesgo a su propia descendencia. Asimismo, algunas hembras atacan nidos y roban sus huevos antes de depositar los propios, forzando al huésped a construir uno nuevo. Debido a que estas segundas puestas son generalmente menos numerosas, el polluelo de tordo cabecicafé tendrá entonces una competencia menor cuando la hembra finalmente deposite su huevo en el nido recientemente construido.

## Factores influyentes en el parasitismo
El parasitismo del tordo cabecicafé puede verse influido por el sustrato del nido, su altura, ubicación —por ejemplo, tipo de hábitat, distancia al margen más cercano y a los puntos de observación— y grado de ocultamiento (Wiens, 1963; Zimmerman, 1983; Romig y Crawford, 1995; Davis y Sealy, 2000; S. K. Davis, Saskatchewan Watershed Authority, Regina, Saskatchewan, comunicación personal); por ciertas características de las especies vulneradas, tales como su abundancia, tendencia a la defensa grupal (Freeman y otros, 1990; Strausberger 2001) y fenología durante la temporada reproductiva (Fleischer, 1986; Davis, 1994); y por la distancia a las áreas de pastura (Goguen y Mathews, 2000). La receptividad para con sus huevos y la talla de las víctimas también son importantes factores a tener en cuenta. Existen estudios que sugieren que —al menos en lo que respecta al gorrión melódico (Melospiza melodia)— la edad del huésped podría incidir sobre las tasas de parasitismo descubiertas en sus nidos.

### Vulnerabilidad y tamaño del huésped

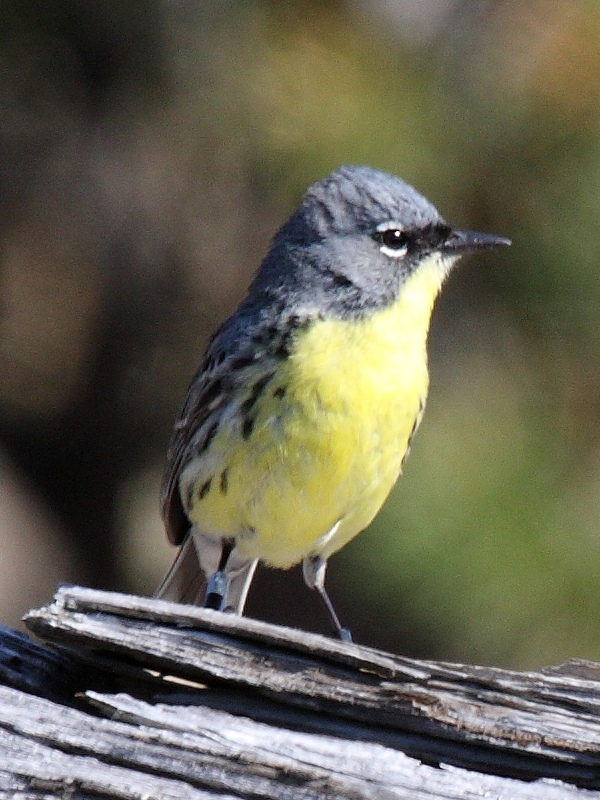
Chipe de Kirtland (Dendroica kirtlandii), especie particularmente susceptible al parasitismo de puesta.

La evidencia circunstancial indica que en ciertos lugares al menos algunas hembras se especializan en aves hospedadoras particularmente vulnerables, evitando parasitar aparentemente los nidos de otras especies que constituyen huéspedes usuales en otras partes de su área de distribución. Una explicación parcial para esto podría ser que las especies hospedadoras que han estado en contacto con los tordos cabecicafé durante mucho tiempo hayan desarrollado la habilidad de reconocer al parásito o a sus huevos. Consecuentemente, muchas de estas aves que, en otras circunstancias representarían buenos huéspedes, atacan agresivamente a las hembras de tordo cabecicafé o bien arrojan los huevos extraños, los destruyen o abandonan sus nidos tras detectar la intrusión. En cambio, otras especies en este sentido más receptivas y también más seriamente afectadas por el parasitismo han estado sometidas a esta amenaza durante un menor período de tiempo puesto que sus áreas de distribución no se superponían con la del tordo cabecicafé antes de su diseminación sobre gran parte de América del norte. El chipe de Kirtland (Dendroica kirtlandii) y la subespecie californiana del víreo de Bell (Vireo bellii pusillus) son ejemplos de aves cuyo contacto con el tordo cabecicafé es relativamente reciente y para las cuales el parasitismo representa una amenaza.
Experimentos realizados con nidos artificiales en un aviario sugieren que los tordos cabecicafé tienden a escoger aquellos con huevos más pequeños que los propios. De igual manera, las aves parasitadas suelen ser de menor tamaño que ellos: para cuando sus polluelos están listos para abandonar el nido, estos pesan más del doble que la mayoría de los polluelos de chipes (parúlidos) y víreos (Vireo spp.), los cuales se encuentran entre sus huéspedes más comunes, e incluso superan en tamaño a los adultos.

### Sustrato, altura y ubicación del nido

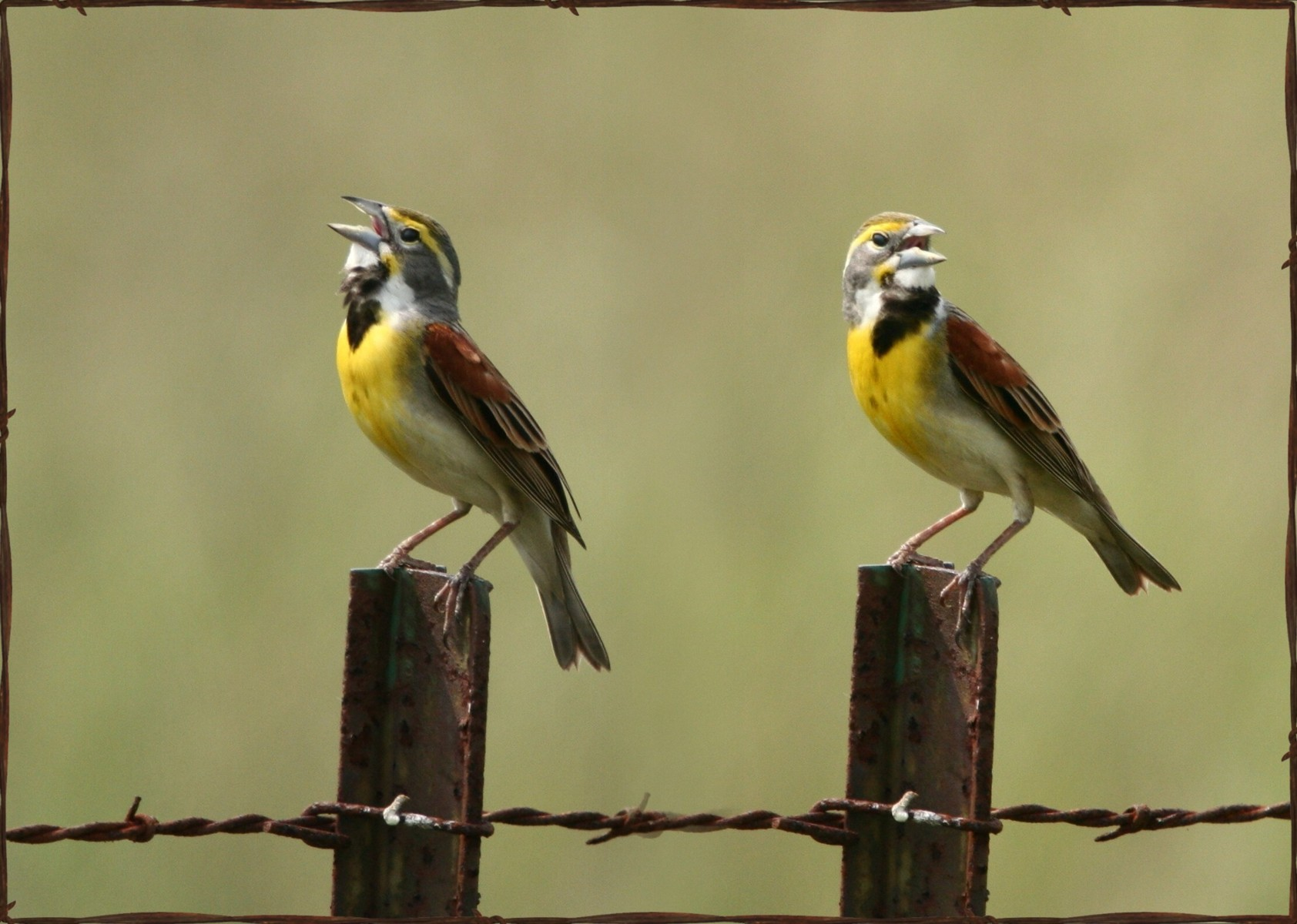
Arrocero americano (Spiza americana), especie parasitada.

Distintos investigadores descubrieron efectos variados del sustrato y la altura del nido sobre el parasitismo de puesta. Wiens (1963) no encontró diferencias vinculadas a esos dos factores entre nidos parasitados y no parasitados en praderas de pasto alto y bosques de meseta y de tierras bajas en Oklahoma. Tanto unos como otros fueron hallados en árboles pequeños y arbustos. En un estudio llevado a cabo en Kansas, pequeñas diferencias en el sustrato no parecían afectar las tasas de parasitismo en nidos de tordo sargento (Agelaius phoeniceus), mientras que sí lo hacía la altura (Fleischer, 1986). Los nidos vulnerados de tordo sargento y arrocero americano (Spiza americana) se ubicaban a una altura considerablemente mayor sobre el sustrato que los nidos sin parasitar. En el sur de Saskatchewan (Canadá), los nidos vulnerados de gorrión sabanero pálido (Ammodramus bairdii) estaban significativamente menos ocultos que los no parasitados; se daba el caso contrario con el gorrión indefinido rayado (Spizella pallida) (S. K. Davis, comunicación personal). No existían diferencias importantes en cuanto al grado de escondimiento entre nidos parasitados y no parasitados de arnoldo ventrinegro (Calcarius ornatus), gorrión sabanero común (Passerculus sandwichensis), bisbita llanera (Anthus spragueii) y pradero occidental (Sturnella neglecta).
La altura a la que se ubicaban 696 nidos parasitados en la Columbia Británica (Canadá) variaba entre el nivel del suelo y los 15 m, con el 54% de ellos entre los 0,9 y los 2,1 m.

### Características del hábitat

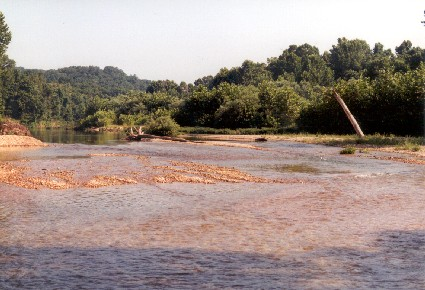
Las extensas superficies arboladas de los Ozarks de Misuri presentan niveles bajos parasitismo de puesta.

La disponibilidad de zonas de alimentación, como corrales para el ganado, está asociada a niveles más elevados de parasitismo de puesta. Verner y Ritter (1983) y Rothstein y otros (1980) descubrieron que las áreas cercanas a esos corrales y a campos destinados a la alimentación del ganado en la Sierra Nevada presentaban una mayor cantidad de tordos cabecicafé y de nidos parasitados. De hecho, estas aves parasíticas eran escasas lejos de las alteraciones al ambiente realizadas por la mano del hombre. En el Shawnee National Forest (Illinois), los estudios de telemetría demostraron que los tordos cabecicafé visitaban las pasturas con ganado y los feedlots incluso en la mañana. Por otro lado, las tasas de parasitismo son relativamente bajas en los hábitats boscosos en gran parte intactos del norte de Míchigan, Wisconsin y Minnesota. Las extensas superficies arboladas de los Ozarks de Misuri, norte de Wisconsin e Indiana centromeridional presentan niveles bajos de depredación en los nidos y parasitismo de puesta y podrían proporcionar el excedente necesario para mantener las poblaciones de aves en los bosques fragmentados del sur de Wisconsin, Illinois y norte de Misuri.
El parasitismo de puesta del tordo cabecicafé se encuentra negativamente relacionado con el porcentaje de superficie cubierta por bosques. En un estudio llevado a cabo en distintos puntos de Illinois, Indiana, Minnesota, Misuri y Wisconsin, Robinson y otros (1995) descubrieron que la mayoría de los nidos de zorzal maculado (Hylocichla mustelina) en áreas con menos de un 55% de superficie boscosa estaba parasitado. En algunos lugares, había más huevos de tordo cabecicafé por nido que de zorzal maculado. En contraste, el parasitismo de puesta era tan bajo en zonas de arboleda densa que probablemente no representara allí una causa significativa de fracaso reproductivo. Por otra parte, las tasas de parasitismo eran consistentemente más elevadas en los cuatro puntos de estudio de Illinois que en bosques comparablemente fragmentados en los otros estados. La abundancia de tordos cabecicafé también era superior en Illinois. Varias especies migratorias eran severamente parasitadas en Indiana, un estado de paisajes mayormente boscosos, en donde los nidos de otras especies eran raramente vulnerados.

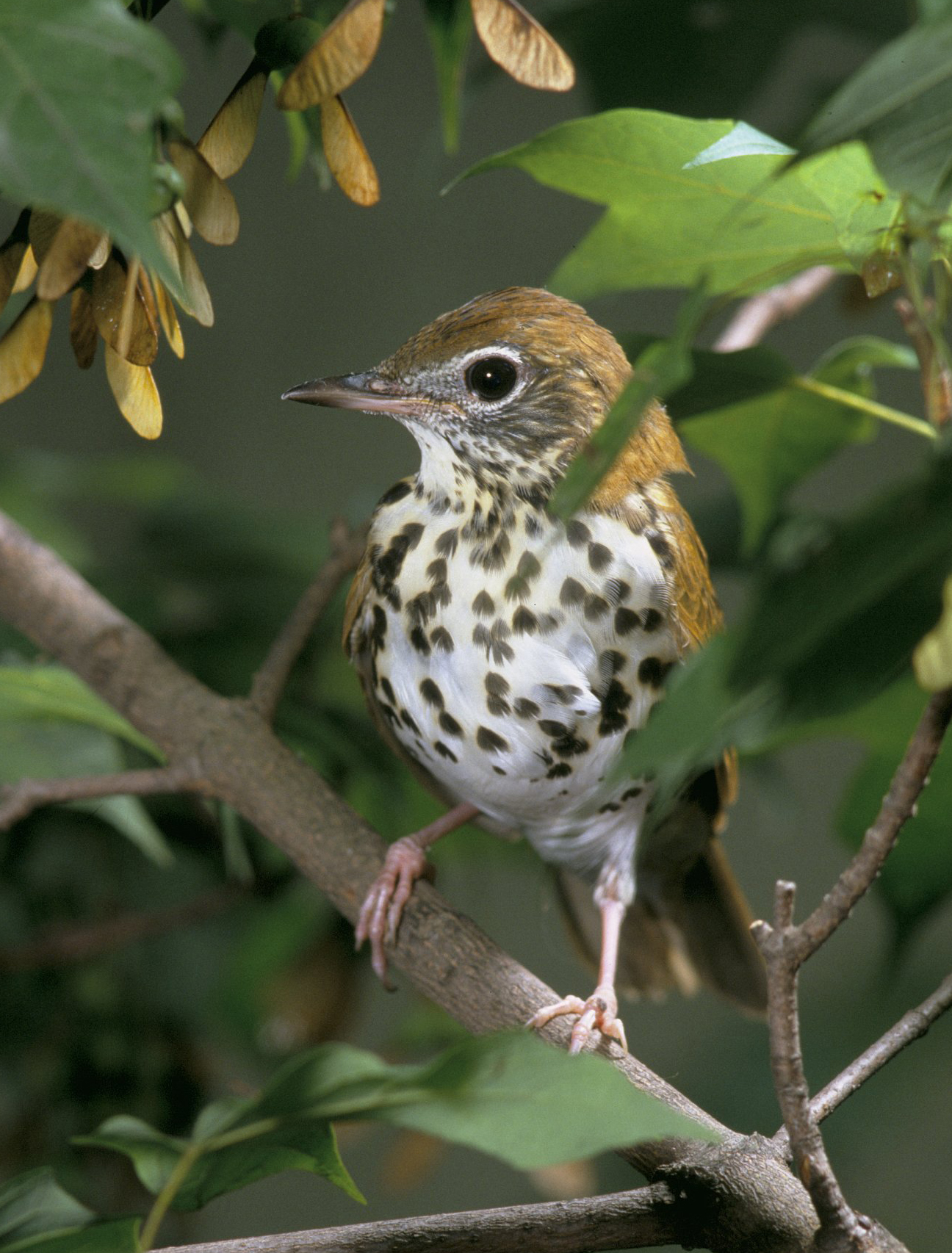
Zorzal maculado (Hylocichla mustelina), especie parasitada.

En zonas de gran densidad forestal, las poblaciones de tordos cabecicafé están más restringidas por la disponibilidad de áreas de alimentación que por la de nidos hospedadores. En lugares de vegetación más fragmentada, por otra parte, es la cantidad de nidos lo que limita sus números en mayor medida y los parásitos pueden saturar el hábitat reproductivo disponible.
En una investigación llevada a cabo en el Sierra National Forest (California) entre 1980 y 1981 (Verner y Ritter, 1983), los tordos cabecicafé mostraron una marcada tendencia a preferir los bordes de los prados como hábitat reproductivo, empleando en menor medida áreas taladas completa o parcialmente y rara vez bosques sin talar. En los prados —favorecidos como hábitat para la reproducción—, su número se reducía rápidamente a medida que aumentaba la distancia respecto de las fuentes de alimentación con presencia humana.
En la Columbia Británica (Canadá), la mayoría de los nidos parasitados (34%) se ubicaba en hábitats rurales, incluyendo terrenos agrícolas cultivados (12%), cascos de estancia (11%), huertos de frutales (7%) y pasturas (4%); seguidos por los hábitats forestales (30%), entre los que se encuentran los bosques caducifolios (13%), de coníferas (9%) y mixtos (8%). En el valle de Okanagan, Fonnesbeck (1998) descubrió que el parasitismo de puesta menguaba significativamente en los bosques de altura con respecto a los valles. Las áreas ribereñas (16%), hábitats urbanos y suburbanos (11%) y matorrales (6%) también eran importantes para el tordo cabecicafé.

#### Efecto de borde
El parasitismo de puesta del tordo cabecicafé ha sido favorecido por las prácticas agrícolas a lo largo del siglo XX. Existe una mayor frecuencia parasítica cerca de las orillas de los campos, con lugares altos en los que posarse, que lejos de ellas. Esta ave es a menudo más abundante a lo largo de los márgenes de los bosques que en el interior de los mismos y las tasas de parasitismo son generalmente más elevadas en las inmediaciones de dichos márgenes y en pequeñas extensiones de pradera. En los bosques caducifolios orientales, la densidad poblacional de la especie y la tasa de parasitismo se reducen conforme uno se aleje de sus límites. Consecuentemente, la fragmentación de los bosques incrementa el parasitismo. En su estudio, Brittingham y Temple (1983) categorizaron los nidos de las especies hospedadoras en cuatro grupos basándose en la distancia entre ellos y el margen más cercano: 0 – 99 m, 100 – 199 m, 200 – 299 m y más de 300 m. Determinaron que 26 nidos de los 40 que había en el área de 0 – 99 m estaban parasitados, 17 de 37 entre los 100 y 199 m, 4 de 11 entre los 200 y 299 m, y 3 de 17 más allá de los 300 m. Esto quiere decir que en la zona boscosa de Wisconsin estudiada la tasa de parasitismo se reducía de un 65% en los primeros 99 m a menos del 18% más allá de los 300 m.
Por otro lado, en un área moderadamente forestada (50%) del Shawnee National Forest en el sur de Illinois, Robinson y otros y Trime y otros no descubrieron un descenso significativo en los niveles de parasitismo incluso a 800 m del margen más cercano. Aparentemente, la población de tordos cabecicafé había saturado los bosques disponibles en esa zona. En contraste, la tasa de parasitismo es baja —inferior al 10% de los nidos hospedadores en potencia— en las extensas superficies arboladas (más del 80%) del Mark Twain National Forest (Misuri) y del Hoosier National Forest (Indiana) (John Faaborg y Don Whitehead, comunicación personal). De manera similar, Hoover (1992) no encontró evidencia del denominado “efecto de borde” en Pensilvania central en donde las poblaciones de tordos cabecicafé son generalmente reducidas. Por lo tanto, la magnitud del “efecto de borde” —es decir, el grado en que esa predilección generalizada por los márgenes era tomada en cuenta— variaba de un lugar a otro dependiendo del nivel de fraccionamiento del paisaje y de la abundancia de tordos cabecicafé.
Overcash y Roseberry (1987) descubrieron que la cantidad de tordos cabecicafé era de 4 a 5 veces superior alrededor de claros naturales pequeños (menos de 4 hectáreas) en el Shawnee National Forest del sur de Illinois, aunque no recolectaron información sobre la tasa de parasitismo. Don Whitehead (comunicación personal) encontró niveles de parasitismo más elevados a lo largo de áreas taladas que en el interior del bosque en el Hoosier National Forest, incluso no existiendo allí sitios en los que alimentarse. Gates y sus colegas investigaron sobre si la abundancia de tordos cabecicafé y los niveles de parasitismo eran mayores en presencia de claros con cables eléctricos y compararon los resultados con lo que ocurría en corredores naturales creados por arroyos (Chasko y Gates, 1982; Gates y Giffen, 1991). Descubrieron que tanto el número de ejemplares como la tasa de parasitismo eran superiores en ambos tipos de corredores, pero también se encontraron con que las densidades de huéspedes eran mayores en las cercanías de los mismos.

#### En las Grandes Llanuras

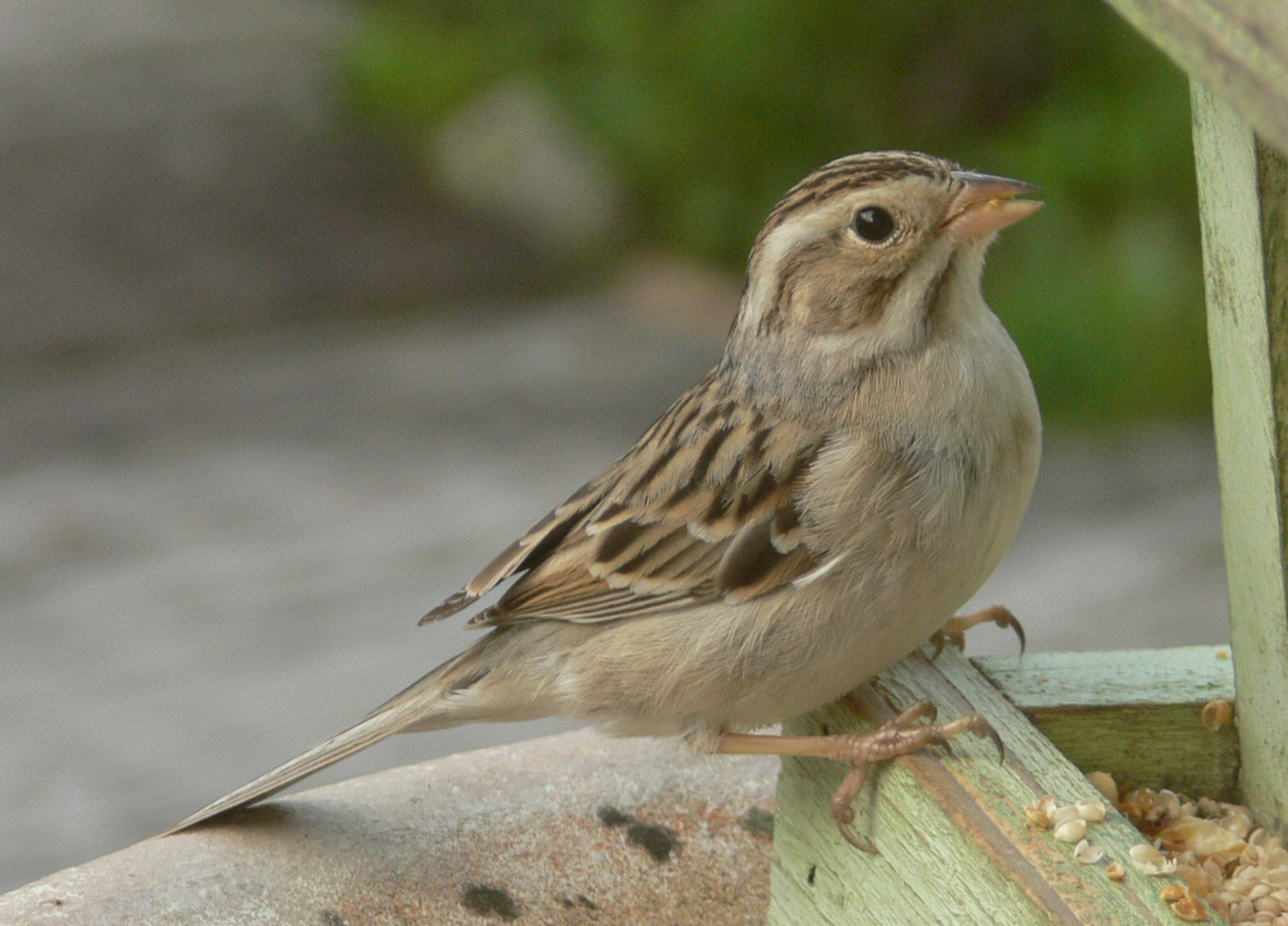
Gorrión indefinido rayado (Spizella pallida), especie parasitada.

Los nidos más cercanos a los confines de un fragmento de cierto hábitat parecen ser más vulnerables al parasitismo del tordo cabecicafé que los ubicados en el interior del mismo. Las tasas más altas de parasitismo en los pastizales de Manitoba (Canadá) se daban en áreas con una mayor proporción de márgenes que en otros lugares (Davis, 1994; Davis y Sealy, 2000). La proximidad entre los sitios de alimentación de los tordos cabecicafé y los nidos hospedadores pudo haber resultado en una mayor frecuencia parasítica en estos márgenes (Davis y Sealy, 2000). En Illinois, los niveles de parasitismo eran más elevados en los bosques y sus límites que en hábitats de pastizales o mixtos de pastizales y matorrales (Best, 1978; Strausberger y Ashley, 1997). En las praderas de pasto alto de Minnesota, se registraron tasas más altas de parasitismo cerca —menos de 45 m— de los márgenes arbolados de las praderas que lejos de estos —45 m o más— en nidos de gorrión indefinido rayado (Spizella pallida) y pradero occidental (Sturnella neglecta) (Johnson y Temple, 1990). En Oklahoma, Wiens (1963) descubrió que los nidos parasitados se ubicaban cerca del límite de un hábitat, como matorrales bajos y arbustivos que bordeaban áreas relativamente abiertas cubiertas por pasto alto, mientras que la mayoría de los nidos en zonas abiertas con pasto alto no estaba parasitada. En Nebraska, Johnsgard (1980) encontró que los tordos cabecicafé depositaban sus huevos en nidos situados en los márgenes de los bosques, en matorrales arbustivos y en áreas con árboles o arbustos esparcidos.

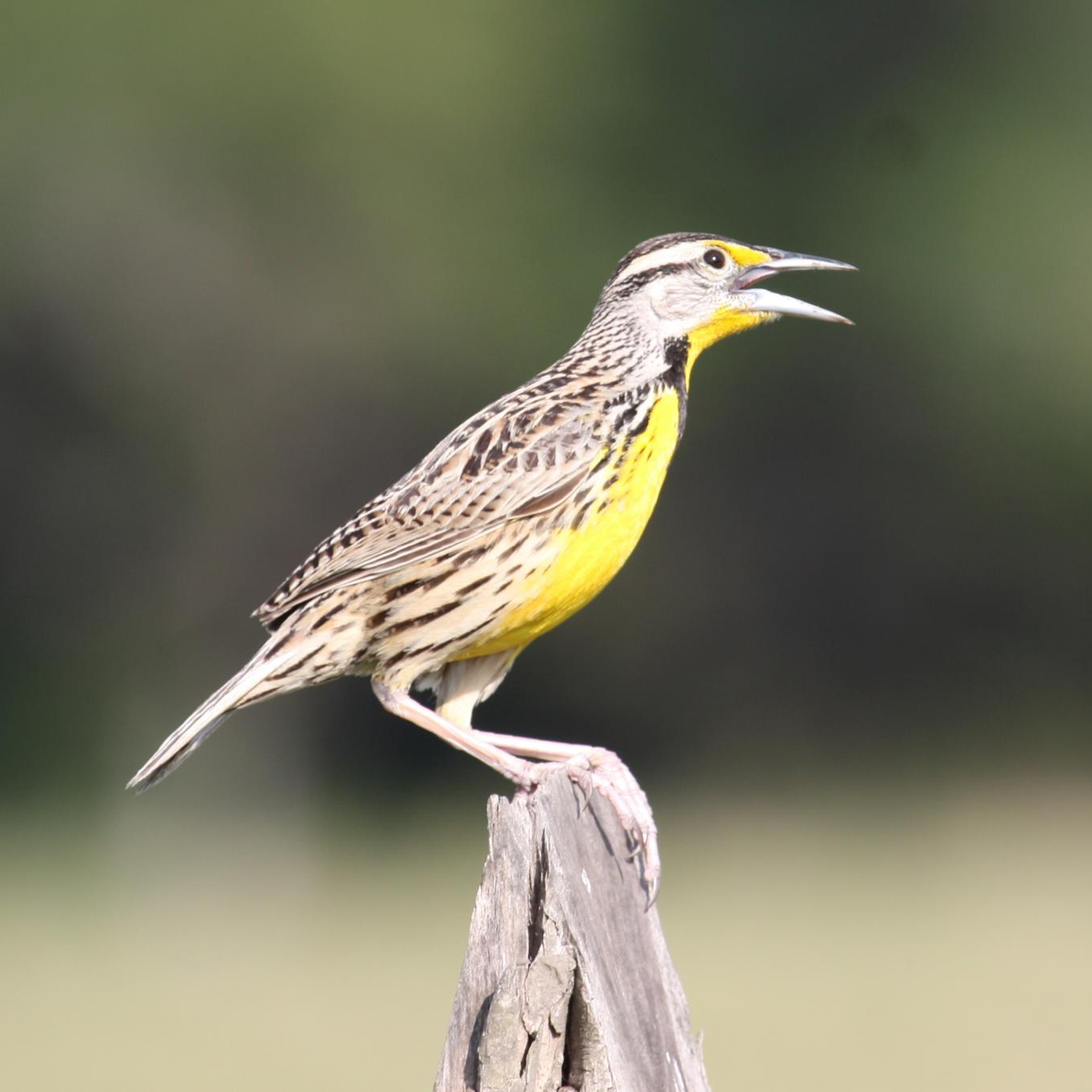
Pradero oriental (Sturnella magna), especie parasitada.

Zimmerman (1983) concluyó que en Kansas los nidos de arrocero americano (Spiza americana) en zonas con pasto alto eran parasitados con más frecuencia (85% de 125 nidos) que los construidos en antiguos terrenos agrícolas (60% de 385 nidos). En el mismo estado, las tasas de parasitismo para el pradero oriental (Sturnella magna), el gorrión sabanero pechileonado (Ammodramus savannarum) y el arrocero americano (Spiza americana) eran más elevadas en los nidos ubicados dentro de los 100 m del margen de un bosque que más allá de esa distancia, pero no se observaban diferencias con respecto al parasitismo entre los nidos emplazados en las cercanías de los límites de terrenos agrícolas y lejos de ellos (Jensen, 1999).
Las tasas de parasitismo en nidos de tordo ojo amarillo (Euphagus cyanocephalus) en Colorado y Wyoming eran más altas cerca del agua —300 m o menos— que lejos de ella —más de 300 m— (Hanka, 1979). En las praderas de pasto alto de Wisconsin, Clotfelter y otros (1999) descubrieron que las probabilidades de parasitismo en nidos de tordo sargento (Agelaius phoeniceus) aumentaba con la proximidad al borde de un hábitat —en este caso, las áreas entre praderas y terrenos agrícolas o segmentos de bosque— o a una carretera y con la distancia desde superficies quemadas. La distancia a dichos límites no era un factor determinante del éxito reproductivo o de la cantidad de polluelos que lograban abandonar el nido.

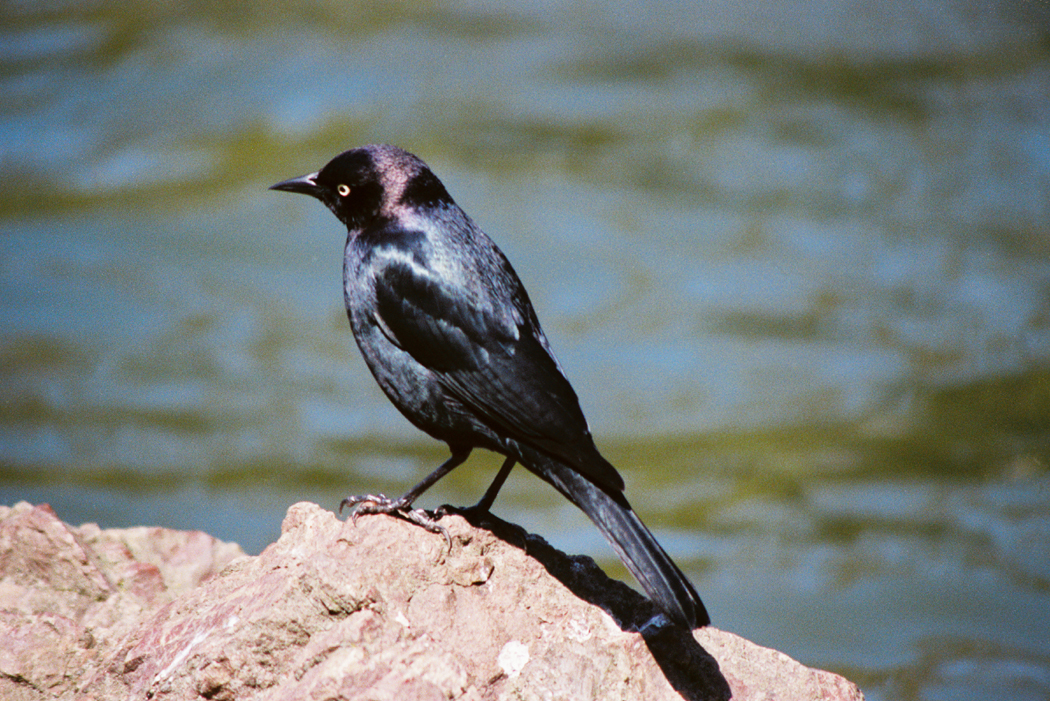
Tordo ojo amarillo (Euphagus cyanocephalus), especie parasitada.

En áreas ribereñas del oeste de Montana, las tasas de parasitismo aumentaban con una mayor densidad de huéspedes y proximidad a los lugares con presencia del hombre como casas y granjas (Tewksbury y otros, 1999). Según este estudio, las aves hospedadoras que anidaban en segmentos extensos de bosque ribereño corrían mayor riesgo de parasitismo que las que nidificaban en fragmentos más reducidos de bosque ribereño y en bosques de coníferas. Muchas de las áreas ribereñas amplias se encontraban cerca de zonas agrícolas y tenían una gran abundancia de tordos cabecicafé. Las características del terreno ubicado a más de un kilómetro de distancia de los sitios estudiados ejercían escasa influencia sobre las tasas de parasitismo.
El tamaño de las extensiones dominadas por un determinado hábitat puede influir sobre el parasitismo de puesta. Daub (1993) documentó que el parasitismo se producía sólo en humedales de una superficie menor a las 2,9 hectáreas, posiblemente debido a la facilidad con la que las hembras de tordo cabecicafé podían observar a las de tordo sargento y tordo cabeciamarillo (Xanthocephalus xanthocephalus) anidando en los humedales pequeños. En Minnesota, Montana, Dakota del Norte y Dakota del Sur, la densidad de tordos cabecicafé disminuía con el tamaño de las extensiones de los pastizales que cubrían el campo (Johnson e Igl, 2001). De manera similar, en el sur de Saskatchewan, su abundancia y las tasas de parasitismo eran entre 2 y 4 veces mayores en pequeñas pasturas —menos de 256 hectáreas— que en las grandes —256 hectáreas o más— (S. K. Davis, comunicación personal).

### Distancia a los puntos de observación

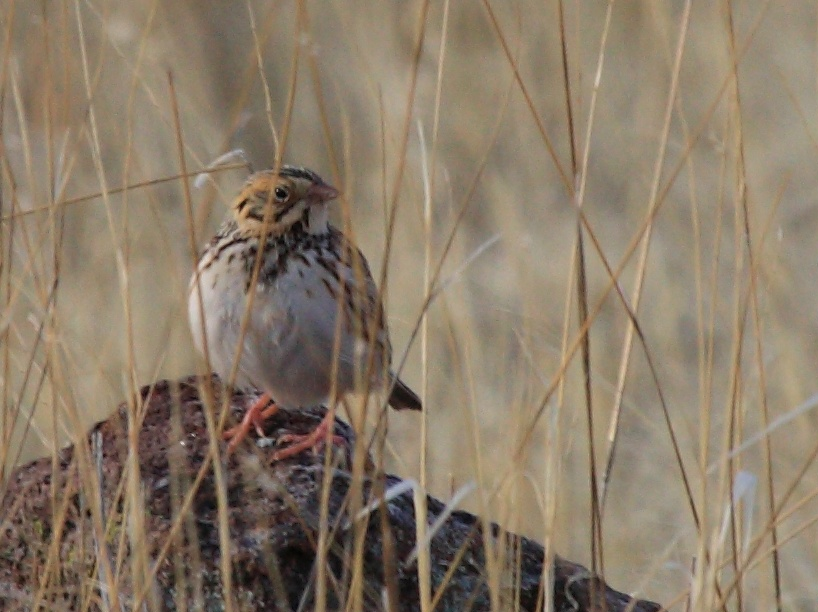
Gorrión sabanero pálido (Ammodramus bairdii), especie parasitada.

Dentro de un mismo lugar, el porcentaje de nidos parasitados puede variar según la estructura de la vegetación. A menudo se observa tordos cabecicafé posados o exhibiéndose en la copa de árboles secos. Anderson y Storer (1976), quienes trabajaron en un hábitat relativamente abierto con pinos de Banks (Pinus banksiana), descubrieron que las posibilidades de que los nidos de chipe de Kirtland (Dendroica kirtlandii) fueran parasitados eran mayores cuando había un árbol muerto en las proximidades. Brittingham y Temple (información no publicada) no hallaron esa relación con respecto a la cercanía de un árbol seco en los bosques caducifolios.
Algunos hábitats marginales brindan a los tordos cabecicafé sitios adecuados en los que posarse para buscar nidos; estos sitios a menudo están asociados a tasas más altas de parasitismo. En Iowa, los nidos de tordo sargento (Agelaius phoeniceus) en humedales restaurados eran menos parasitados que los emplazados en humedales naturales, posiblemente debido a la escasez de árboles en los primeros (Delphey y Dinsmore, 1993). En un estudio realizado en el este de Washington, los tordos cabecicafé parasitaron nidos inactivos de tordo sargento y, en este caso, las tasas de parasitismo fueron más bajas en los humedales con árboles que en los humedales sin ellos (Freeman y otros, 1990). Los autores sugirieron entonces que los árboles contribuirían con la eficiencia a la hora de identificar los nidos activos en el sentido de que les permitirían a las hembras evaluar mejor si los nidos se encuentran o no en desuso.

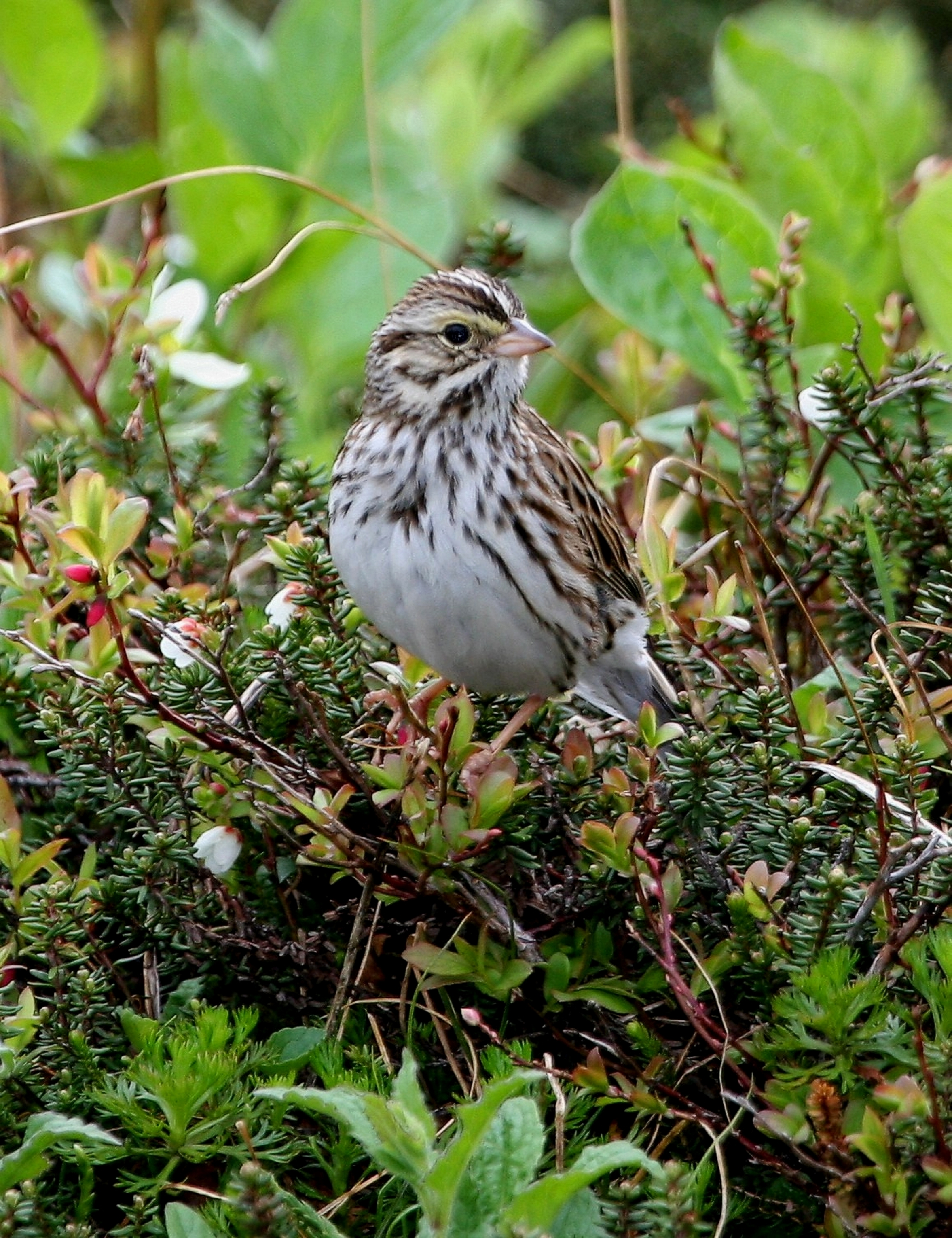
Gorrión sabanero común (Passerculus sandwichensis), especie parasitada.

La proximidad a los sitios en los que estas aves se posan puede influir sobre las probabilidades de que un nido sea parasitado. En el este de Dakota del Norte, los nidos parasitados de gorrión indefinido rayado (Spizella pallida) se encontraban considerablemente más cerca de esos puntos de observación, definidos como cualquier arbusto, árbol o estructura hecha por la mano del hombre que se elevara al menos un metro sobre la vegetación circundante (Romig y Crawford, 1995). De hecho, ningún nido a más de 52 m de ellos había sido vulnerado. En Manitoba, eran más parasitados los nidos localizados dentro de los 150 m de arbustos, cercas y otras estructuras de al menos un metro de alto (Davis, 1994). Sin embargo, algunos nidos ubicados a 340 m o más de uno de cualquiera de esos puntos también sufrían el parasitismo del tordo cabecicafé (Davis y Sealy, 2000). En Nueva York, los nidos parasitados de gorrión melódico (Melospiza melodia) se ubican significativamente más próximos a estos puntos de observación, que podían ser árboles y estructuras como cercas de al menos 2 m, que los nidos sin parasitar (Hauber y Russo, 2000).
En Saskatchewan (Canadá), 28 nidos parasitados de arnoldo ventrinegro (Calcarius ornatus) se hallaban sustancialmente más próximos a los puntos que los tordos cabecicafé potencialmente utilizarían para posarse —definidos como arbustos, cercas y otras estructuras de al menos 50 cm de alto— que 174 nidos sin parasitar, a un promedio de 34 y 50 m respectivamente; se observaba la misma tendencia con los nidos de gorrión zacatero coliblanco (Pooecetes gramineus), con distancias medias de 77 y 159 m respectivamente (S. K. Davis y D. G. McMaster, comunicación personal). Los nidos parasitados de las siguientes tres especies también se ubicaban, en promedio, más cerca, aunque no significativamente, de los mencionados sitios que los no parasitados: gorrión sabanero pálido (Ammodramus bairdii) —25 m (21 nidos) frente a 36 m (58 nidos)—, gorrión sabanero común (Passerculus sandwichensis) —34 m (18 nidos) y 36 m (32 nidos)— y pradero occidental (Sturnella neglecta) —33 m (13 nidos) comparado con 38 m (34 nidos)—.

### Nidificación colectiva de los huéspedes
La defensa grupal por parte de los potenciales huéspedes puede disuadir el parasitismo (Freeman y otros, 1990; Carello y Snyder, 2000). En Washington, las colonias densas de tordo sargento (Agelaius phoeniceus) mostraban tasas de parasitismo inferiores a las más disgregadas, posiblemente debido a la defensa grupal (Freeman y otros, 1990). En una zona de Colorado, los niveles de parasitismo estaban negativamente asociados al número de nidos de tordo sargento en cada estanque (Carello y Snyder, 2000). Los autores sugirieron que serían más bajas debido a la concentrada distribución de los nidos. Sin embargo, Fretwell (1972) descubrió que los arroceros americanos (Spiza americana) que anidaban en las proximidades de las colonias de tordos sargento sufrían altas tasas de parasitismo por parte de los tordos cabecicafé, probablemente atraídos por aquellos otros ictéridos. En Wisconsin, Clotfelter y Yasukawa (1999) examinaron los efectos de la nidificación en colonias del tordo sargento. Se registró una relación positiva significativa entre la cantidad de nidos comenzados por día y la proporción de nidos parasitados, lo que sugería que la nidificación colectiva no repercutía en una menor amenaza de parasitismo. No obstante, la sincronización en la puesta de huevos aparentemente contribuía a reducir el riesgo de parasitismo. Los nidos parasitados tenían períodos de puesta menos sincronizados con los de sus vecinos más cercanos y se encontraban más alejados del nido simultáneamente activo más próximo —es decir, estaban más aislados— que en el caso de los nidos sin parasitar. La distancia media entre 39 nidos parasitados y el nido simultáneamente activo más cercano era de 79 m, comparada a los 54 m de los 119 nidos sin parasitar.

### Fenología de los huéspedes

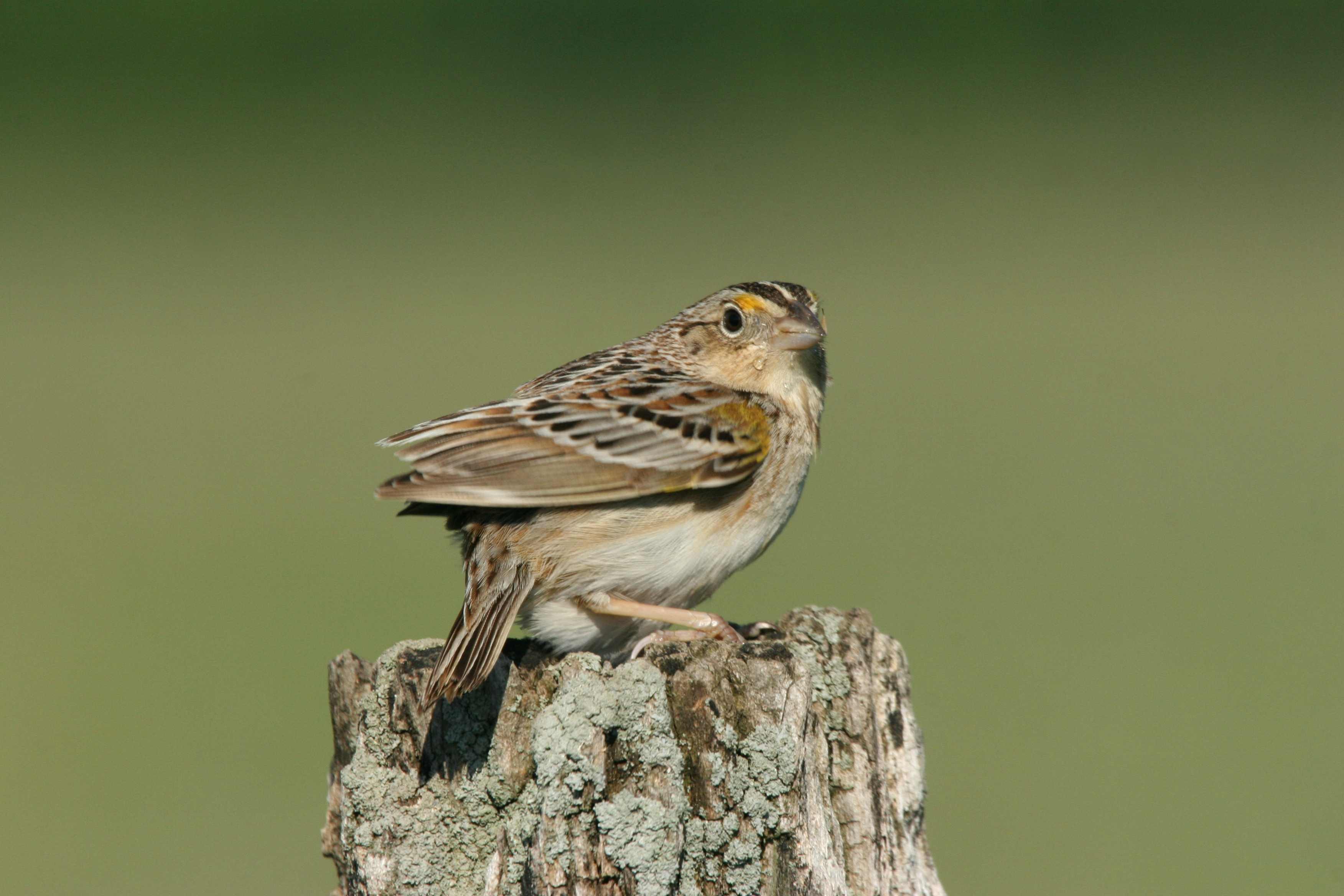
Gorrión sabanero pechileonado (Ammodramus savannarum), especie parasitada.

La fenología de las especies hospedadoras durante la temporada reproductiva puede afectar la frecuencia con la que sus nidos son parasitados. En Manitoba, los nidos de arnoldo ventrinegro (Calcarius ornatus) no eran vulnerados a menudo, posiblemente debido a que criaban a sus polluelos en dos períodos distintos, varias semanas antes y varias semanas después de que los tordos cabecicafé comenzaran a depositar sus huevos (Davis, 1994). Estos parasitaban los nidos de gorrión sabanero pechileonado (Ammodramus savannarum) con mayor frecuencia a medida que la temporada reproductiva avanzaba. En un estudio realizado en Dakota del Norte, ninguno de los 24 nidos de alondra cornuda (Eremophila alpestris) encontrados antes del 15 de mayo estaba parasitado, mientras que el 83% de los 60 nidos descubiertos después de esa fecha sí lo estaba (Koford y otros, 2000). En Kansas, los tordos cabecicafé ponían sus huevos en nidos de tordo sargento (Agelaius phoeniceus) en la primera etapa de la época de reproducción —antes del 25 de mayo— y empezaban a parasitar los de arrocero americano (Spiza americana) más tarde —después del 25 de mayo— a medida que su disponibilidad aumentaba (Fleischer, 1986). En Washington, los nidos de tordo sargento construidos más temprano —20 a 60 días desde el comienzo de la temporada reproductiva, basándose en la fecha en la que el primer huevo fue depositado— eran menos parasitados que los construidos luego —60 a 80 días desde el comienzo de la temporada reproductiva— (Freeman y otros, 1990).

### Edad del huésped
Estudios realizados en Mandarte Island (Columbia Británica) revelaron que los nidos de las hembras de gorrión melódico (Melospiza melodia) de mayor edad sufrían una tasa de parasitismo superior a la encontrada en nidos de hembras de la misma especie de tan sólo un año que se reproducían por primera vez. Esto puede deberse a una diferencia en el comportamiento que guarde relación con la edad del huésped: es probable que el modo en que los gorriones mayores reaccionan frente a las hembras de tordos cabecicafé en busca de nidos los predisponga a ser más fácilmente reconocidos como huéspedes en potencia.
Se puso a prueba esta hipótesis midiendo las respuestas de los gorriones melódicos hacia un modelo de una hembra de tordo cabecicafé en 1982, cuando ningún parásito frecuentaba la isla. Este modelo y otro de control que representaba una hembra de junco eran ubicados cerca de los nidos de gorriones de edad conocida. Tal como se había predicho, los gorriones hembra adultos exhibían un comportamiento distinto hacia el modelo de tordo cabecicafé que los de un año. No se registraron diferencias en sus reacciones hacia el junco. Los machos adultos también respondieron de distinto modo en presencia del tordo cabecicafé y del junco, pero no difirieron significativamente respecto de los machos de un año de edad en cuanto a sus reacciones hacia ambos modelos.
Cuando se volvió a experimentar con las aves juveniles, ahora ya adultos de dos años de edad, que habían respondido débilmente en ausencia de tordos cabecicafé en la isla, éstas reaccionaron enérgicamente tras la recolonización de Mandarte Island por parte de los parásitos. Los individuos de dos años de edad que no habían sido expuestos a la presencia de tordos cabecicafé en su primera temporada reproductiva mostraron una tasa parasítica intermedia entre la de los adultos experimentados y la de ejemplares de sólo un año de edad. Los nidos de las hembras de un año eran vulnerados con menos frecuencia al comienzo de la época de reproducción que al final de la misma. Todos estos resultados apoyan la hipótesis de que la selectividad etaria del parásito deriva de las diferencias en las respuestas hacia los tordos cabecicafé exhibidas por individuos de distintas edades.
La mayor reacción de las hembras de más edad parecería no constituir una conducta adaptativa puesto que aparentemente perjudica el éxito reproductivo de esas aves debido a la selectividad etaria del parásito. Es posible que esta paradoja pueda justificarse si se considera la respuesta hacia un tordo cabecicafé en las cercanías del nido un ejemplo de una reacción más general frente a todos los potenciales enemigos que se puedan aproximarse al mismo.